# 4. November
Der 4. November ist der 308. Tag des gregorianischen Kalenders (der 309. in Schaltjahren), somit bleiben 57 Tage bis zum Jahresende.

## Ereignisse

### Politik und Weltgeschehen
- 1493: Christoph Kolumbus landet bei seiner zweiten Fahrt als erster Europäer auf der Karibikinsel Guadeloupe. Ihm und seiner Crew werden als Willkommensgeschenk ihnen unbekannte Ananasfrüchte angeboten.

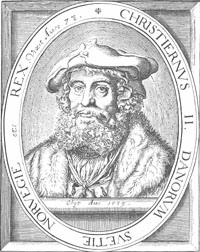
1520: Christian II.

- 1520: Nach seinem Sieg über den schwedischen Reichsverweser Sten Sture den Jüngeren wird der dänische König Christian II. zum König von Schweden gekrönt. Obwohl er den Anhängern Sten Stures eine Generalamnestie verspricht, lässt er wenige Tage später etwa hundert Oppositionelle beim Stockholmer Blutbad hinrichten.
- 1549: Kaiser Karl V. erlässt als Folge des Burgundischen Vertrags über die Habsburgischen Niederlande eine Pragmatische Sanktion, welche die Siebzehn Provinzen aus dem Heiligen Römischen Reich löst.
- 1576: Längere Zeit nicht entlohnte Söldner in Diensten des spanischen Königs Philipp II. beginnen im Achtzigjährigen Krieg in Antwerpen mit Gewaltakten gegen die Bevölkerung, um Geld herauszupressen. Die Spanische Furie wütet drei Tage und zerstört die Stadt erheblich.
- 1597: In der Schlacht von Carrickfergus während des Neunjährigen Krieges siegen die irischen Rebellen unter Hugh O’Neill über die englischen Truppen.
- 1619: Friedrich V. von der Pfalz wird in der Prager Wenzelskapelle zum König von Böhmen gekrönt.
- 1706: Das schottische Parlament stimmt mehrheitlich der Verschmelzung Schottlands mit dem Königreich England zu. Der Act of Union tritt am 1. Mai 1707 in Kraft.
- 1780: Unter Tupaq Amaru II. beginnt in Peru ein Aufstand gegen die spanische Kolonialherrschaft.

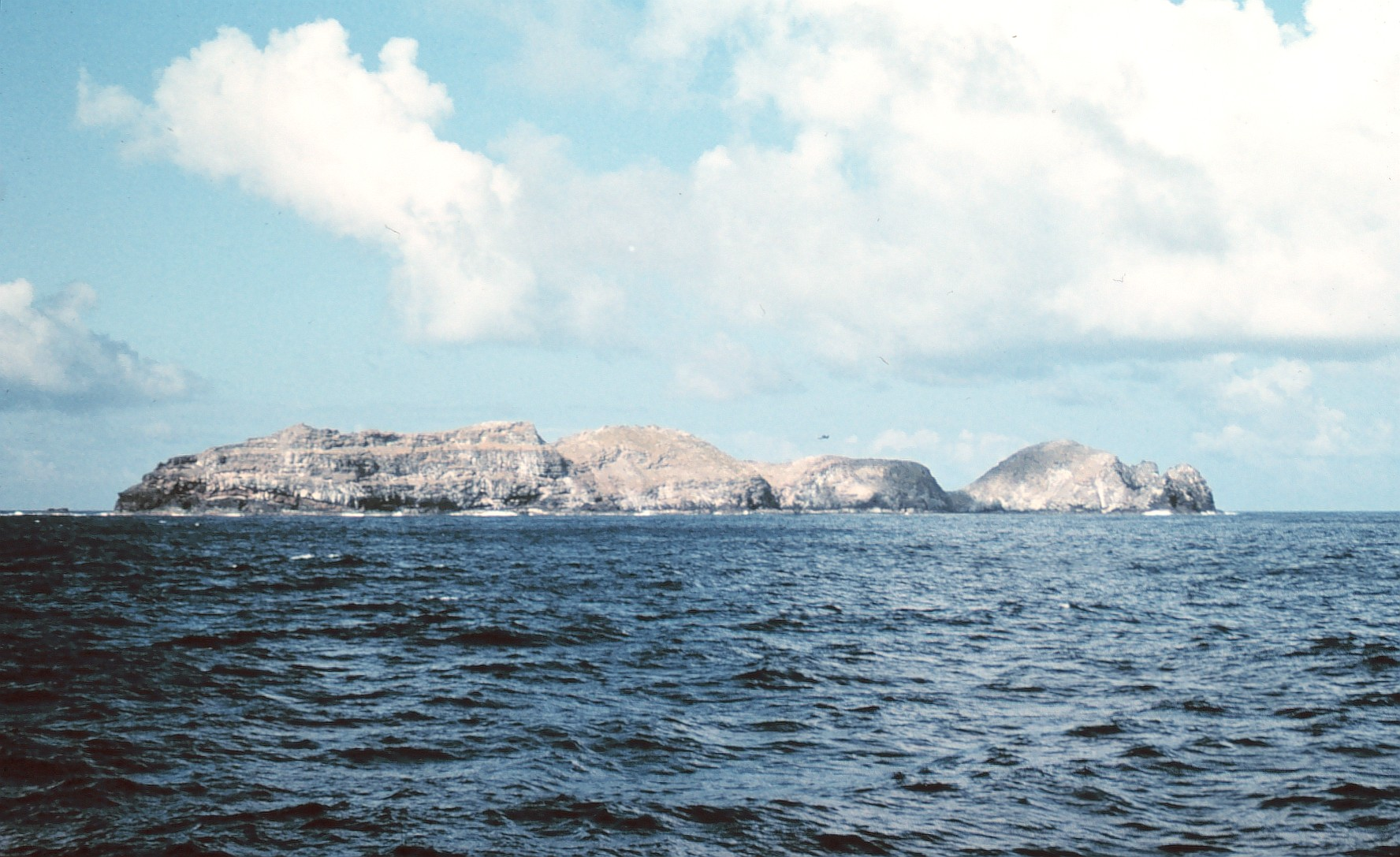
1786: Die Neckerinsel

- 1786: Der französische Entdecker Jean-François de La Pérouse entdeckt als erster Europäer eine der Nordwestlichen Hawaii-Inseln und tauft sie – nach dem französischen Finanzminister Jacques Necker – Île Necker.
- 1791: In der Schlacht am Wabash River erleidet die US-Armee ihre größte Niederlage im Kampf mit Indianern.

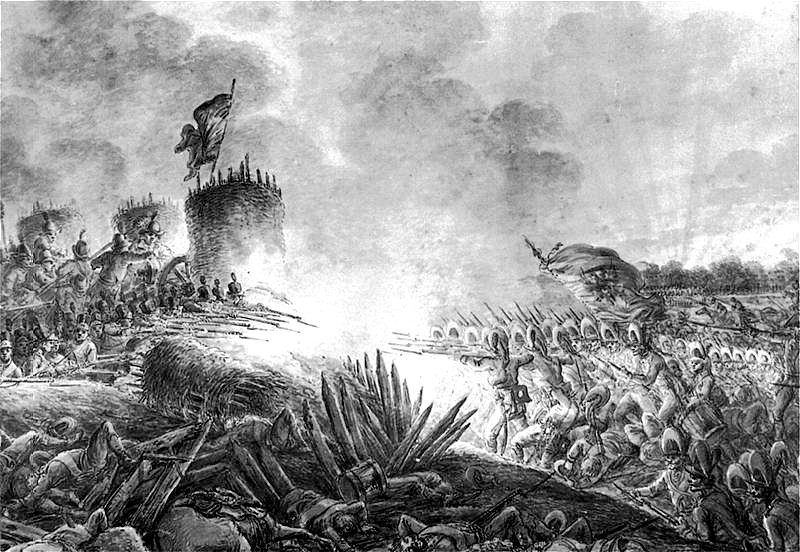
1794: Die Schlacht bei Praga

- 1794: In der Schlacht bei Praga, östlich von Warschau schlagen russische Truppen den Kościuszko-Aufstand in Polen endgültig nieder. Nach der Schlacht kommt es zu einem Massaker an der Zivilbevölkerung. Der Aufstand bietet den Anlass zur endgültigen Liquidierung Polens 1795.
- 1797: Frankreich reorganisiert administrativ die im Frieden von Campo Formio gewonnenen linksrheinischen Gebiete mit Bildung der Départements Rur, Rhein-Mosel, Saar und Donnersberg. Diese faktische Annexion, die zugleich das Ende der geplanten Cisrhenanischen Republik bedeutet, wird 1801 im Friede von Lunéville bestätigt.
- 1814: Gemäß der Vorzeichnung im Kieler Frieden wählt das norwegische Storting Karl XIII. von Schweden einstimmig zu seinem Regenten.
- 1848: Nach der Februarrevolution verabschiedet die französische Nationalversammlung die Verfassung der Zweiten Republik, welche die Wahl eines Präsidenten vorsieht.
- 1852: Camillo Benso Graf von Cavour wird Premierminister von Sardinien-Piemont und treibt in der Folge die Einigung Italiens zum Nationalstaat voran.

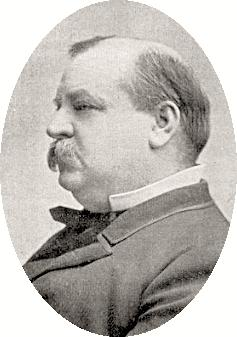
1884: Grover Cleveland

- 1884: Bei den US-Präsidentschaftswahlen gewinnt der Demokrat Grover Cleveland knapp gegen den Republikaner James G. Blaine.
- 1901: Den Idealen der Romantik folgend, wird der deutsche Wandervogel als bürgerliche Jugendbewegung durch Karl Fischer in Steglitz bei Berlin gegründet.

Afrika unter europäischer Kolonialherrschaft, 1914

- 1911: Mit dem Marokko-Kongo-Vertrag, der die Zweite Marokkokrise beendet, erkennt das Deutsche Kaiserreich Frankreichs Vorherrschaft in Marokko an und erhält im Gegenzug Neukamerun als Teil der Deutschen Kolonien in Afrika.
- 1915: Die Dritte Isonzoschlacht im Gebirgskrieg des Ersten Weltkrieges zwischen Italien und Österreich-Ungarn endet ohne militärischen Sieger.
- 1917: 22. Oktober nach russischem Kalender Im Vorfeld der Oktoberrevolution übernimmt das Militärrevolutionäre Komitee des Petrograder Sowjets unter Führung Leo Trotzkis die Befehlsgewalt über die Garnisonen der russischen Hauptstadt.
- 1918: Die Bildung eines ersten Arbeiter- und Soldatenrats in Kiel im Zuge des Matrosenaufstands markiert den Beginn der Novemberrevolution.
- 1918: Erster Weltkrieg: Der Waffenstillstand von Villa Giusti zwischen Österreich-Ungarn und Italien/der Entente tritt in Kraft; dies beendet auch die Schlacht von Vittorio Veneto.
- 1921: Der von Ernst Röhm gegründete „NSDAP-Versammlungsschutz“ erhält den offiziellen Namen Sturmabteilung (SA).
- 1921: Ein fanatisierter Marineoffizier ersticht den japanischen Ministerpräsidenten Hara Takashi im Hauptbahnhof von Tokio.
- 1923: Die Kommunistische Partei Norwegens (Norges Kommunistiske Parti) wird gegründet.
- 1924: Nellie Tayloe Ross wird in Wyoming als erste Frau in den USA zur Gouverneurin gewählt.
- 1942: Da der Druck der Alliierten in der zweiten Schlacht von El Alamein zu groß wird, zieht sich Generalfeldmarschall Erwin Rommel aus El Alamein zurück. Er widersetzt sich damit einem ausdrücklichen Befehl Adolf Hitlers.
- 1950: In Rom wird im Rahmen des Europarats die Europäische Menschenrechtskonvention unterzeichnet.

1952: Präsidentschaftswahlen in den USA

- 1952: Bei den US-Präsidentschaftswahlen gewinnt der Republikaner Dwight D. Eisenhower gegen den Demokraten Adlai Ewing Stevenson II.
- 1952: Der US-amerikanische Auslandsgeheimdienst National Security Agency wird offiziell gegründet.
- 1956: Mit dem Einmarsch der Sowjetarmee beginnt die bis zum 15. November andauernde gewaltsame Niederschlagung des Ungarischen Volksaufstands.
- 1968: Die Schlacht am Tegeler Weg wird ein bedeutender Wendepunkt in der Geschichte der APO der 68er-Bewegung
- 1977: Die UNO verhängt ein Waffenembargo gegen das Apartheidsregime in Südafrika.
- 1979: Mit der Stürmung der US-amerikanischen Botschaft durch iranische Studenten im Rahmen einer Demonstration beginnt die 444 Tage andauernde Geiselnahme von Teheran.
- 1980: Bei den US-Präsidentschaftswahlen gewinnt der republikanische Herausforderer Ronald Reagan gegen Amtsinhaber Jimmy Carter.
- 1986: Mit dem 4. Rundfunk-Urteil untermauert das Bundesverfassungsgericht das duale Rundfunksystem in Deutschland.

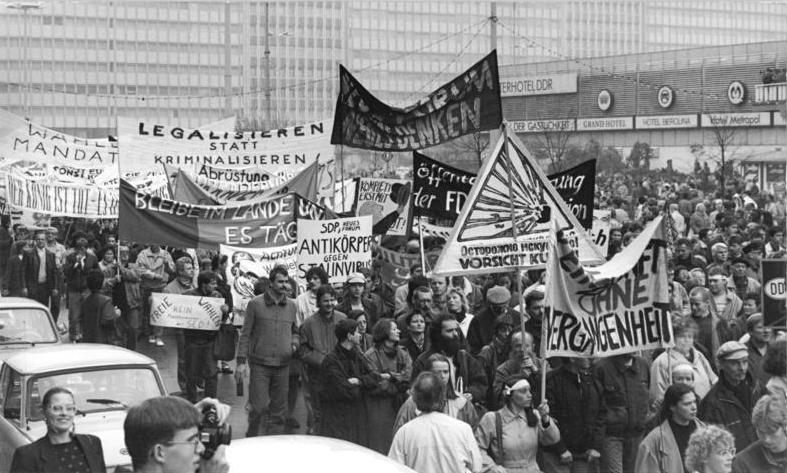
Alexanderplatz-Demonstration 1989

- 1989: Zur Alexanderplatz-Demonstration als größte nicht staatliche Demonstration in der DDR-Geschichte versammeln sich während der friedlichen Revolution in Ost-Berlin rund eine Million Menschen, fordern Meinungs- und Versammlungsfreiheit und eine reformierte DDR.
- 1993: Jean Chrétien tritt nach dem Sieg der Liberalen in den Unterhauswahlen im Oktober sein Amt als kanadischer Premierminister an.
- 1995: Friedensprozess im Nahen Osten: In Tel Aviv wird Israels Premier Jitzchak Rabin von Jigal Amir ermordet.
- 1999: In Albanien wird Ilir Meta als Ministerpräsident vom Parlament bestätigt.
- 1999: Mit einem Haftbefehl gegen Walther Leisler Kiep beginnt die CDU-Spendenaffäre.
- 1999: Mexiko nimmt einen Beobachterstatus im Europarat ein.
- 2001: In Nordirland löst der Police Service of Northern Ireland die Royal Ulster Constabulary als Polizei ab.
- 2004: In einem Referendum in Nordostengland 2004 lehnen die Abstimmenden die Einrichtung einer gewählten Regionalversammlung ab.
- 2006: Westeuropa erfährt einen Stromausfall, den größten seit 30 Jahren: Ca. 10 Millionen Menschen in Frankreich, Deutschland, Belgien, Italien, Österreich und Spanien sind bis zu zwei Stunden ohne Strom.
- 2008: Barack Obama wird als erster Afroamerikaner mit einem komfortablen Vorsprung zum 44. Präsidenten der USA gewählt.
- 2011: Die rechtsextremistischen Terroristen Uwe Mundlos und Uwe Böhnhardt, Mitglieder des Kerntrios des Nationalsozialistischen Untergrund werden nach einem Banküberfall in Eisenach (Thüringen) durch die Polizei aufgespürt und tot in ihrem Wohnmobil vorgefunden.

### Wirtschaft
- 1856: In Galatz beginnt die erste Donaukonferenz der europäischen Mächte, welche über Fragen des Schiffsverkehrs auf der Donau berät und die Kommission der Donau-Uferstaaten ins Leben ruft.
- 1871: Die Hamburg-Südamerikanische Dampfschifffahrtsgesellschaft wird von elf Handelshäusern gegründet.
- 1879: James Ritty, ein Saloonbesitzer aus Dayton, Ohio, meldet die von ihm erfundene Registrierkasse zum Patent an.
- 1889: Auf der Vennbahn zwischen Aachen und Luxemburg wird der Betrieb vollständig aufgenommen.
- 1983: Die von Horst-Dieter Esch gegründete IBH-Holding, ein in Mainz ansässiger Baumaschinenkonzern, bricht unter einer Schuldenlast von umgerechnet etwa 500 Millionen Euro zusammen.
- 1984: Der französische Pay-TV-Sender Canal+ beginnt mit der Ausstrahlung seines landesweit zu empfangenden Programms.

### Wissenschaft und Technik
- 1861: In Seattle nimmt die University of Washington ihren Lehrbetrieb auf.
- 1869: Die erste Ausgabe der britischen Wissenschaftszeitschrift Nature wird veröffentlicht.

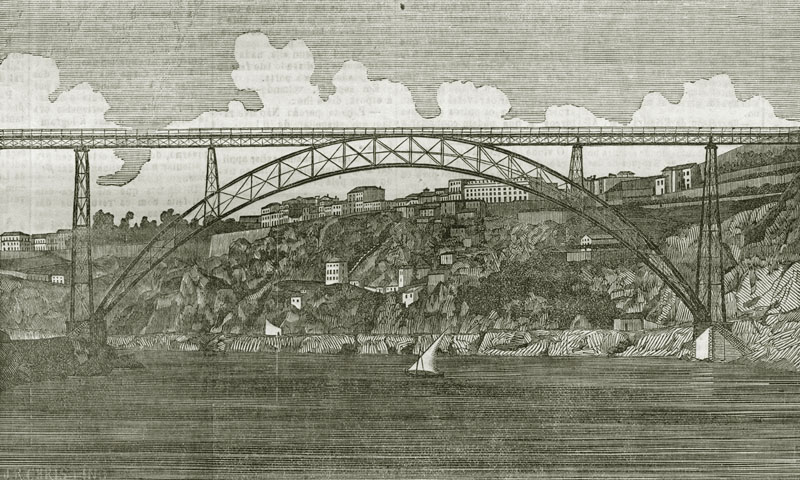
1877: Maria-Pia-Brücke

- 1877: Die Maria-Pia-Brücke in Porto wird feierlich eingeweiht. Das Eisenbahn-Bauwerk Gustave Eiffels überspannt den Fluss Duero.
- 1890: Die City and South London Railway wird eröffnet, eine Vorgängerin der heutigen London Underground.
- 1899: Sigmund Freuds frühes Hauptwerk Die Traumdeutung erscheint – vom Autor auf das Jahr 1900 vordatiert.
- 1911: In Kopenhagen findet der Stapellauf der Selandia statt, des ersten mit zwei Dieselmotoren und elektrischen Ladewinden ausgestatteten, hochseetüchtigen Frachtmotorschiffs.
- 2003: Die größte beobachtete Sonneneruption aller Zeiten hat ein Ausmaß von X45, wie Physiker der University of Otago in Dunedin, Neuseeland zeigen, indem sie die obere Erdatmosphäre als riesigen Röntgenstrahlungsdetektor benutzen.

### Kultur
- 1655: In Innsbruck findet die Uraufführung des musikalischen Dramas L'Argia von Antonio Cesti statt.
- 1717: Am Theater am Gänsemarkt in Hamburg erfolgt die Uraufführung der Oper Trajanus von Reinhard Keiser.
- 1718: In Wien wird die Oper Ifigenia in Aulide von Alessandro Scarlatti uraufgeführt.
- Am Wiener Hoftheater werden folgende Opern von Antonio Caldara uraufgeführt:
  - 1720: Apollo in cielo
  - 1721: Ormisda re di Persia
  - 1722: Scipione nelle Spagne
  - 1724: Gianguir, imperatore del Mogol
  - 1725: Il Venceslao
  - 1731: Demetrio
  - 1736: Temistocle
- 1737: In Neapel wird mit Domenico Sarros Oper Achille in Sciro das Teatro San Carlo eröffnet, das zu diesem Zeitpunkt größte Opernhaus der Welt.
- 1774: Die Komödie Berthe von François-Joseph Gossec wird am Théâtre de la Monnaie in Brüssel uraufgeführt.
- 1774: In Mannheim findet die Uraufführung der Oper Lucius Sulla von Johann Christian Bach statt.
- 1783: Wolfgang Amadeus Mozarts 36. Sinfonie (Linzer Sinfonie) wird uraufgeführt.
- 1788: In München findet die erste Gemäldeausstellung statt. Diese etabliert sich als wiederkehrende Veranstaltung mit internationaler Beteiligung.
- 1792: Am Teatro San Carlo in Neapel erfolgt die Uraufführung der Oper Elfrida von Giovanni Pacini.
- 1825: Wilhelm Hauffs Märchen-Almanach auf das Jahr 1826 erscheint.
- 1890: Drei Jahre nach dem Tod Alexander Porfirjewitsch Borodins wird seine Oper Fürst Igor in Sankt Petersburg uraufgeführt.
- 1908: Am Hamburger Stadttheater findet die Uraufführung der Oper Versiegelt von Leo Blech statt.
- 1922: Howard Carter entdeckt im Tal der Könige das Grab (KV62) des Pharaos Tutanchamun.
- 1932: Benito Mussolini übergibt im Forum Mussolini bei Rom den Mussolini-Obelisken der Öffentlichkeit, nachdem er zuvor in Rom eine Feier zur 10-jährigen faschistischen Machtübernahme in Italien abgehalten hat. Es ist der größte Monolith, der im 20. Jahrhundert von Menschenhand hergestellt worden ist.
- 1943: Die 8. Sinfonie  von Dmitri Dmitrijewitsch Schostakowitsch wird vom Leningrader Philharmonischen Orchester unter der Leitung von Jewgeni Alexandrowitsch Mrawinski uraufgeführt. Wegen der mit seiner 7. Sinfonie  kontrastierenden düsteren Stimmung des Werks wird dem Komponisten mangelnder Patriotismus vorgeworfen. Die Sinfonie wird ein Jahr später mit Aufführungsverbot belegt, und erst 1956 wieder aufgeführt.
- 1954: Am Majestic Theatre in New York City wird das Musical Fanny von Harold Rome uraufgeführt. Das Libretto stammt von Samuel Nathaniel Behrman und Joshua Logan nach einer Dramentrilogie von Marcel Pagnol.
- 1964: In Frankreich hat der erste Film über Fantomas Premiere.
- 1978: Im Großen Haus der Württembergischen Staatstheater in Stuttgart wird das abendfüllende Handlungsballett Kameliendame von John Neumeier (Choreografie und Libretto) mit Musik von Frédéric Chopin vom Stuttgarter Ballett uraufgeführt.
- 1988: Die Uraufführung von Thomas Bernhards Drama Heldenplatz am Wiener Burgtheater löst einen Skandal aus.

### Gesellschaft
- 1677: In London heiraten die spätere Königin Maria II. und Wilhelm III. von Oranien-Nassau.
- 1970: In Los Angeles wird durch eine aufmerksame Sozialarbeiterin das dreizehnjährige Wolfskind Genie entdeckt. Die Mutter hat es beim Behördenbesuch dabei. Es verbrachte die meiste Zeit bis dahin gefesselt zu Hause.

### Religion
- 1990: Der katholische Priester Simon Jubani feiert in Shkodra den ersten öffentlichen Gottesdienst nach 23 Jahren, damit endet das Religionsverbot in Albanien.
- 2012: Der Weihbischof von Beheira, Tawadros II., wird zum 118. Papst der Koptischen Kirche gewählt.

### Katastrophen
- 1875: Der Raddampfer Pacific kollidiert südwestlich von Cape Flattery an der Küste des US-Bundesstaats Washington mit dem Segelschiff Orpheus und sinkt. 273 Passagiere und Besatzungsmitglieder sterben, darunter alle Frauen und Kinder.
- 1966: Der Arno tritt über die Ufer und überflutet große Teile von Florenz. Dabei kommen zahlreiche Menschen ums Leben, Kunstwerke im Wert von mehreren Millionen werden beschädigt oder zerstört.

Kleinere Unglücksfälle sind in den Unterartikeln von Katastrophe und in der Liste von Katastrophen aufgeführt.

### Sport
- 1900: In Kassel wird der Deutsche Rugby-Verband gegründet.
- 1905: Die Gründung des Deutschen Skiverbands wird in München beschlossen.
- 1921: Der Deutsche Tanzsportverband entsteht als Reichsverband für Tanzsport durch Eintrag im Berliner Vereinsregister.

Einträge von Leichtathletik-Weltrekorden befinden sich unter der jeweiligen Disziplin unter Leichtathletik.

## Geboren

### Vor dem 18. Jahrhundert

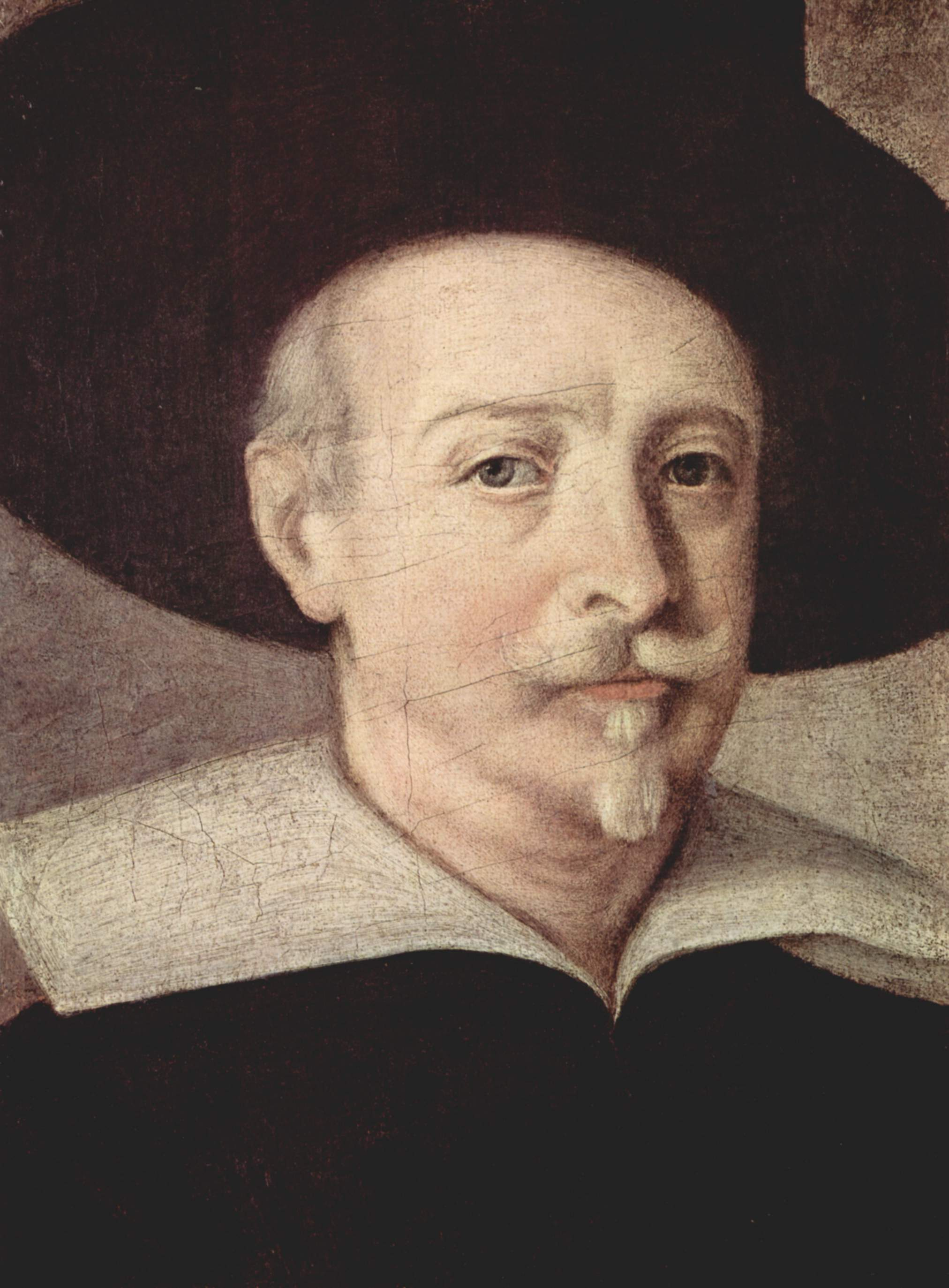
Guido Reni (* 1575)

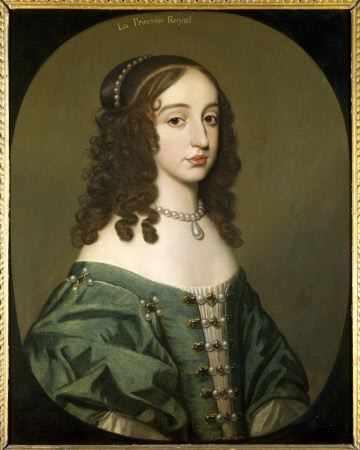
Maria Henrietta Stuart, (* 1631)

- 1435: Philippe de Lévis, französischer Geistlicher, Erzbischof von Auch und Arles, Kardinal
- 1448: Alfons II., König von Neapel
- 1470: Eduard V., König von England
- 1501: Pietro Bertani, italienischer Geistlicher, Bischof von Fano, Kardinal
- 1509: Johann, Herzog von Münsterberg, Oels und Bernstadt
- 1522: Albert de Gondi, Herzog von Retz und französischer  Heerführer
- 1537: Jacob Flach, deutscher Mathematiker, Mediziner und Botaniker
- 1569: Guillén de Castro, spanischer Dramatiker
- 1575: Guido Reni, italienischer Maler
- 1577: Père Joseph, französischer Kapuziner, Beichtvater von Kardinal Richelieus
- 1578: Wolfgang Wilhelm von Pfalz-Neuburg, Herzog von Pfalz-Neuburg und Jülich-Berg
- 1581: Christian Friis, dänischer Staatsmann
- 1592: Gerrit van Honthorst, niederländischer Maler
- 1594: Johann Martin zu Stolberg, Graf von Stolberg
- 1598: Ernst Adalbert von Harrach, Erzbischof von Prag und Bischof von Trient
- 1615: İbrahim, Sultan des Osmanischen Reiches
- 1631: Maria Henrietta Stuart, Prinzessin von Oranien und Gräfin von Nassau
- 1639: Andreas Thamasch, österreichischer Bildhauer
- 1652: Marc René d’Argenson, französischer Staatsmann
- 1661: Karl III. Philipp, Pfalzgraf und Kurfürst von der Pfalz
- 1669: Johann Balthasar Beyschlag, deutscher Theologe und Kirchenliedkomponist
- 1687: Catharina Christina von Ahlefeldt, Herzogin von Schleswig-Holstein-Glücksburg

### 18. Jahrhundert
- 1702: Jacob Wächtler, deutscher lutherischer Theologe
- 1704: Andreas Jäger, deutscher Orgelbauer
- 1705: Louis-Élisabeth de la Vergne de Tressan, französischer Schriftsteller und Enzyklopädist
- 1712: Charles de Fitz-James, Pair und Marschall von Frankreich
- 1720: Jean Baptiste Christophe Fusée Aublet, französischer Botaniker und Apotheker
- 1722: Rafael ben Jekutiel Süsskind Kohen, deutscher Rabbiner
- 1723: Friedrich Wilhelm III., Herzog von Schleswig-Holstein-Sonderburg-Beck, preußischer Oberst und Amtshauptmann von Brandenburg an der Havel
- 1729: William Bradford, US-amerikanischer Politiker
- 1731: Maria Josepha Carolina von Sachsen, Dauphine von Frankreich
- 1732: Thomas Johnson, US-amerikanischer Jurist und Politiker
- 1740: Augustus Montague Toplady, englischer Geistlicher und Lieddichter
- 1744: Johann III Bernoulli, Schweizer Astronom
- 1748: Louis Joseph Charles Amable d’Albert de Luynes, französischer Politiker und Militär
- 1752: Ildephons Schwarz, deutscher katholischer Theologe
- 1753: Wilhelm Gottlieb Becker, Aufseher über die Dresdner Antikengalerie, das Münzkabinett und das Grüne Gewölbe
- 1757: Francis de Rottenburg, britischer General und Militärschriftsteller deutsch-polnischer Herkunft
- 1768: Francesco Maria Appendini, italienischer Philologe und Historiker
- 1774: Ignaz Heinrich von Wessenberg, sächsischer katholischer Theologe
- 1776ː Karoline Stahl, deutsche Schriftstellerin und Pädagogin
- 1779: Gustav Adolf Ferdinand Heinrich Leo, deutscher Beamter
- 1782: John Branch, US-amerikanischer Politiker
- 1784: Joseph Bové, russisch-italienischer Architekt und Stadtbaumeister
- 1787: Edmund Kean, britischer Schauspieler
- 1789ː Elise von Hohenhausen, deutsche Schriftstellerin, Übersetzerin und Salonnière
- 1790: Gregor Arvay, ungarischer katholischer Geistlicher, Lehrer und Schriftsteller
- 1790: Carlos Antonio López, Präsident von Paraguay
- 1798: Henriette Méric-Lalande, französische Opernsängerin

### 19. Jahrhundert

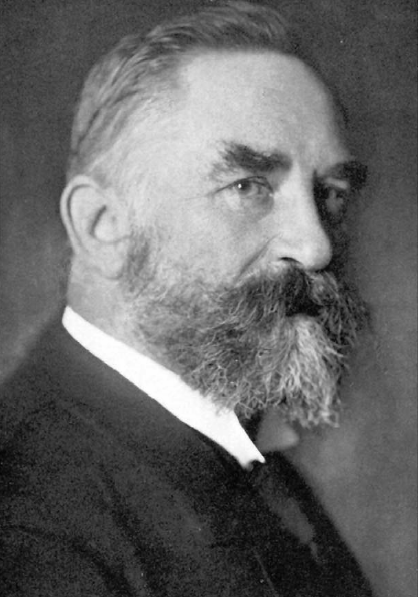
Constantin von Monakow (* 1853)

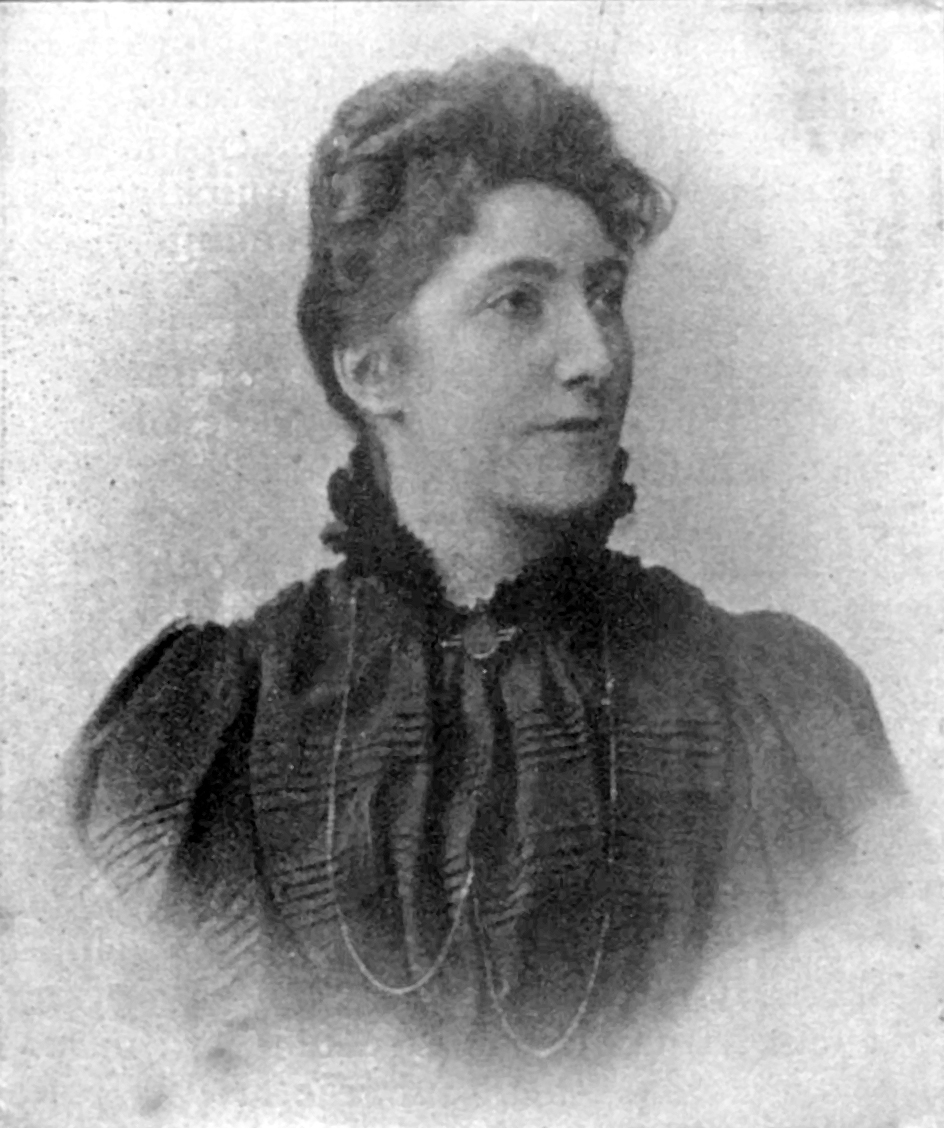
Catharina Klein (* 1861)

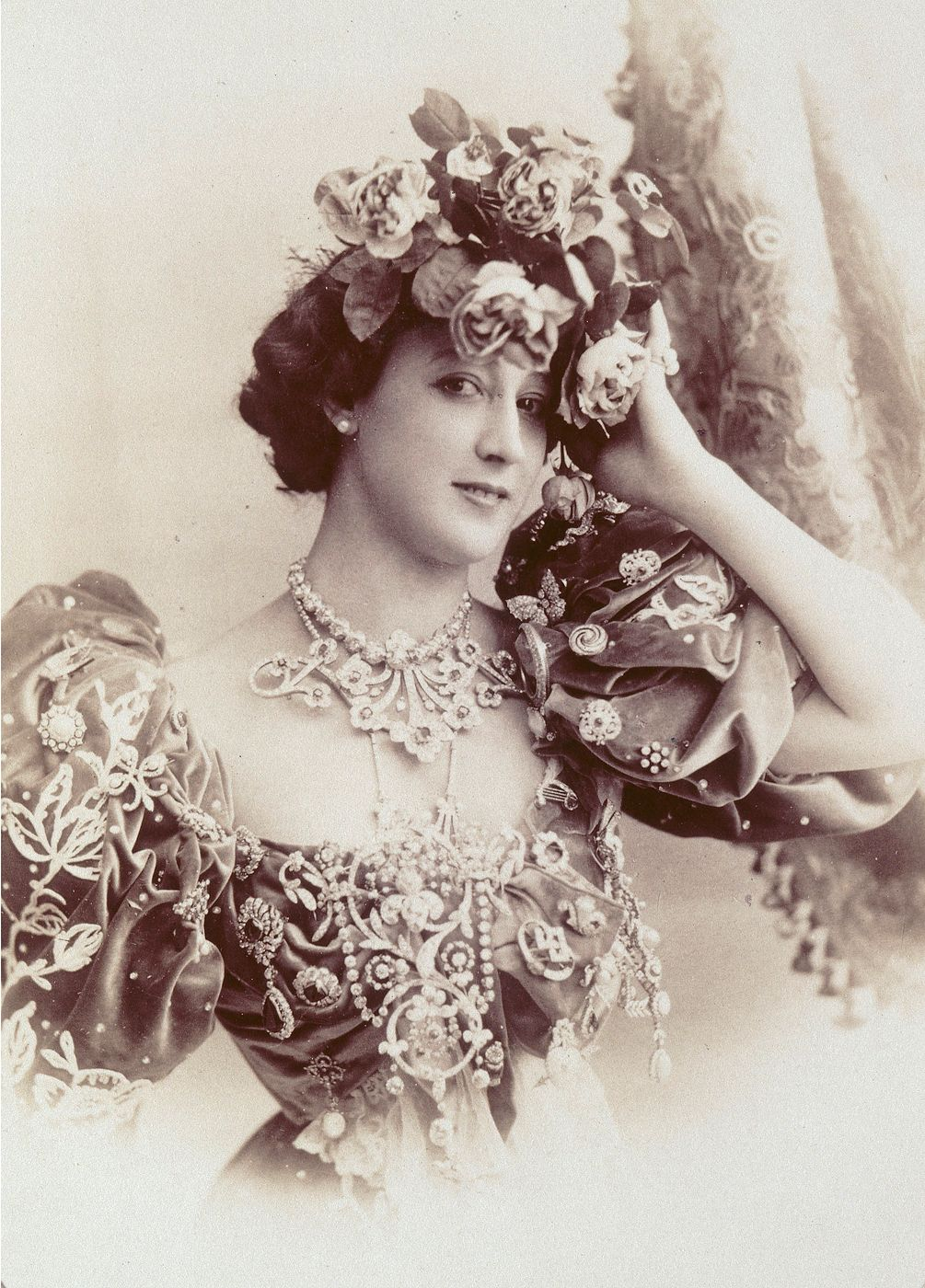
La Belle Otéro (* 1868)

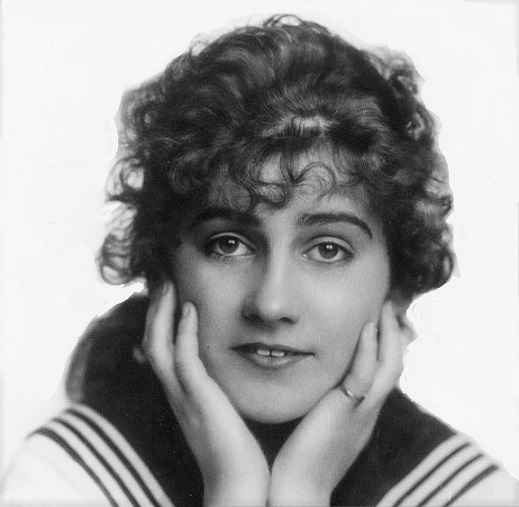
Blandine Ebinger (* 1899)

- 1801: Jacob Ludwig Theodor Reh, deutscher Politiker
- 1802: Jakob Götzenberger, auch Franz Jakob Julius Götzenberger, deutscher Maler
- 1823: Karl Komzák senior, tschechischer Komponist und Kapellmeister
- 1825ː Margaret Claudia Brevoort, US-amerikanische Bergsteigerin
- 1830: Romain Bussine, französischer Sänger, Gesangspädagoge und Lyriker
- 1836: Charles B. Andrews, US-amerikanischer Politiker
- 1844: Arnold Gaedeke, deutscher Historiker
- 1844: Ulrich Kreusler, deutscher Agrikulturchemiker
- 1845ː Ernestine Minna Simon, Sächsische Textilarbeiterin und Streikführerin
- 1846: Gaston Serpette, französischer Komponist
- 1847: Gustav Hirschfeld, deutscher Archäologe
- 1849: Max Kienitz, deutscher Forstmeister, Forstwissenschaftler und Naturschützer
- 1853: Constantin von Monakow, russisch-schweizerischer Neurologe
- 1854: Simon Angerpointner, deutscher Politiker
- 1859: Stanisław Niewiadomski, polnischer Komponist, Dirigent, Musikpädagoge und -kritiker
- 1860: Mathieu Frans Daniëls, niederländischer Mathematiker
- 1861: Catharina Klein, deutsche Malerin
- 1862: István Thomán, ungarischer Pianist, Komponist und Musikpädagoge
- 1864: Robert Lorimer, britischer Architekt und Möbeldesigner
- 1868: Camille Jenatzy, belgischer Automobilrennfahrer und Konstrukteur
- 1868: La Belle Otéro, spanische Revue-Tänzerin, Sängerin und Mätresse
- 1871: William Hammond Wright US-amerikanischer Astronom
- 1873: Izumi Kyōka, japanischer Schriftsteller
- 1873: George Edward Moore, britischer Sprachforscher
- 1873: Bobby Wallace, US-amerikanischer Baseballspieler und -manager
- 1875: Pablo Burchard Eggeling, chilenischer Maler
- 1876ː Marie Kreft, deutsche Politikerin (SPD)
- 1877: Tomasz Stefan Arciszewski, polnischer Politiker
- 1878: Giuseppe Adami, italienischer Dramatiker, Librettist, Drehbuchautor und Musikkritiker
- 1881: Hans von Soden, deutscher Theologe und Kirchenhistoriker
- 1885: Felix Braun, österreichischer Lyriker, Erzähler und Dramatiker
- 1887: Johannes Joachim Theodor Krüger, deutscher Feldartillerist
- 1887: Smizer Schylunowitsch, belarussischer Politiker und Schriftsteller
- 1887: Carlos López y Valles, mexikanischer Schauspieler
- 1887: Štefan Lux, tschechoslowakischer Künstler und Journalist
- 1888: Richard Queck, deutscher Fußballspieler
- 1890: István Déván, ungarischer Leichtathlet und Wintersportler
- 1890: Klabund, deutscher Schriftsteller
- 1891: Miroslav Krejčí, tschechischer Komponist, Musikpädagoge und Hochschullehrer
- 1894: Lloyd Thomas Andrews, kanadischer Eishockeyspieler
- 1894: Warwara Stepanowa, russische Künstlerin
- 1894: Valérie von Martens, österreichische Schauspielerin
- 1894: Hermann Conring, deutscher Politiker, MdL und MdB
- 1895: Antonín Borovička, tschechischer Komponist
- 1896: J. R. Ackerley, englischer Schriftsteller
- 1896: Walter Foerster, deutscher Rechtsanwalt und Opfer des so genannten Röhm-Putsches
- 1897: Oscar Lorenzo Fernández, brasilianischer Komponist
- 1899: Nicolas Frantz, Luxemburger Radrennfahrer
- 1899: Blandine Ebinger, deutsche Schauspielerin und Chansonsängerin
- 1900: Werner Borchardt, deutscher Physiologe und Klimatologe
- 1900: Isabelle Delorme, kanadische Musikpädagogin und Komponistin

### 20. Jahrhundert

#### 1901–1925
- 1901: Spyridon Marinatos, griechischer Archäologe
- 1902: Otto Bayer, deutscher Chemiker
- 1902: Frank Jenks, US-amerikanischer Schauspieler und Musiker
- 1902: Pierre Verger, französisch-brasilianischer Fotograf
- 1903: Awerki Borissowitsch Aristow, sowjetischer Politiker und Diplomat
- 1904ː Claire Beck-Loos, tschechoslowakische Fotografin und Schriftstellerin
- 1904: Werner Henneberger, deutscher Architekt, Sozialdemokrat und Anarchist
- 1906: Judith Andrée-Hanslik, österreichische Philologin
- 1906: Siegfried Borris, deutscher Komponist, Musikwissenschaftler und Musikpädagoge
- 1906: Arnold Cooke, britischer Komponist
- 1906: Bernhard Günther, deutscher Politiker
- 1907: Tun Datuk Pengiran Haji Ahmad Raffae, 2. zeremonielles Staatsoberhaupt des malaysischen Bundesstaats Sabah
- 1907: Fritz Buri, Schweizer Pfarrer und Professor für Theologie
- 1907: Karin Hahn-Hissink, deutsche Ethnologin
- 1907: Draga Matković, deutsche Konzertpianistin und Musikpädagogin
- 1908ː Eva Fritzsche, deutsche Filmregisseurin und Theaterintendantin
- 1908: Joseph Rotblat, polnisch-britischer Physiker, Nobelpreisträger
- 1911: Shimizu Osamu, japanischer Komponist
- 1912: Iris Barbura, rumänisch-deutsch-amerikanische Tänzerin, Choreografin und Tanzpädagogin
- 1912: Enrique González Mántici, kubanischer Dirigent, Violinist und Komponist
- 1912: Wadim Salmanow, russischer Komponist
- 1915: Lloyd James Austin, australischer Romanist und Literaturwissenschaftler
- 1915: Alistair Cameron Crombie, australischer Wissenschaftshistoriker
- 1916: Walter Cronkite, US-amerikanischer Journalist
- 1916: Lo Hartog van Banda, niederländischer Comicszenarist und Autor
- 1916: Ruth Handler, US-amerikanische Unternehmerin
- 1917: Mathias Sebastião Francisco Fernandes, portugiesischer Geistlicher
- 1918: Art Carney, US-amerikanischer Filmschauspieler
- 1918: László Gyopár, ungarischer Komponist
- 1919: Martin Balsam, US-amerikanischer Schauspieler
- 1919: Manfred Schuster,  österreichischer Schauspieler, Synchron- und Hörspielsprecher
- 1919: Victor Sparre, norwegischer Maler
- 1919: Eric Thompson, britischer Autorennfahrer
- 1921: Kurt Abraham, deutscher Jazzmusiker
- 1921: Miriam Solovieff, US-amerikanische Geigerin und Musikpädagogin
- 1922: Benno Besson, deutscher Theaterregisseur
- 1922: Ralph Earl Sutton, US-amerikanischer Musiker
- 1923: Barbara Bartos-Höppner, deutsche Schriftstellerin
- 1923: Carlos Botto Vallarino, chilenischer Komponist und Musikpädagoge
- 1923: Alfred Heineken, niederländischer Bierbrauer
- 1923: Howie Meeker, kanadischer Sportkommentator und Eishockeyspieler, -trainer und -funktionär
- 1923: Eugene Sledge, US-amerikanischer Soldat, Autor und Hochschullehrer
- 1923: Harry Valérien, deutscher Fernsehmoderator und Autor
- 1925ː Edith Zimmermann-Bütikofer, Schweizer Politikerin und Frauenrechtlerin

#### 1926–1950
- 1926ː Dietrich Mendt, deutscher lutherischer Theologe
- 1927: John O’Gorman Arundel, kanadischer Eishockeyspieler
- 1928: Manzoor Hussain Atif, pakistanischer Hockeyspieler und Sportfunktionär

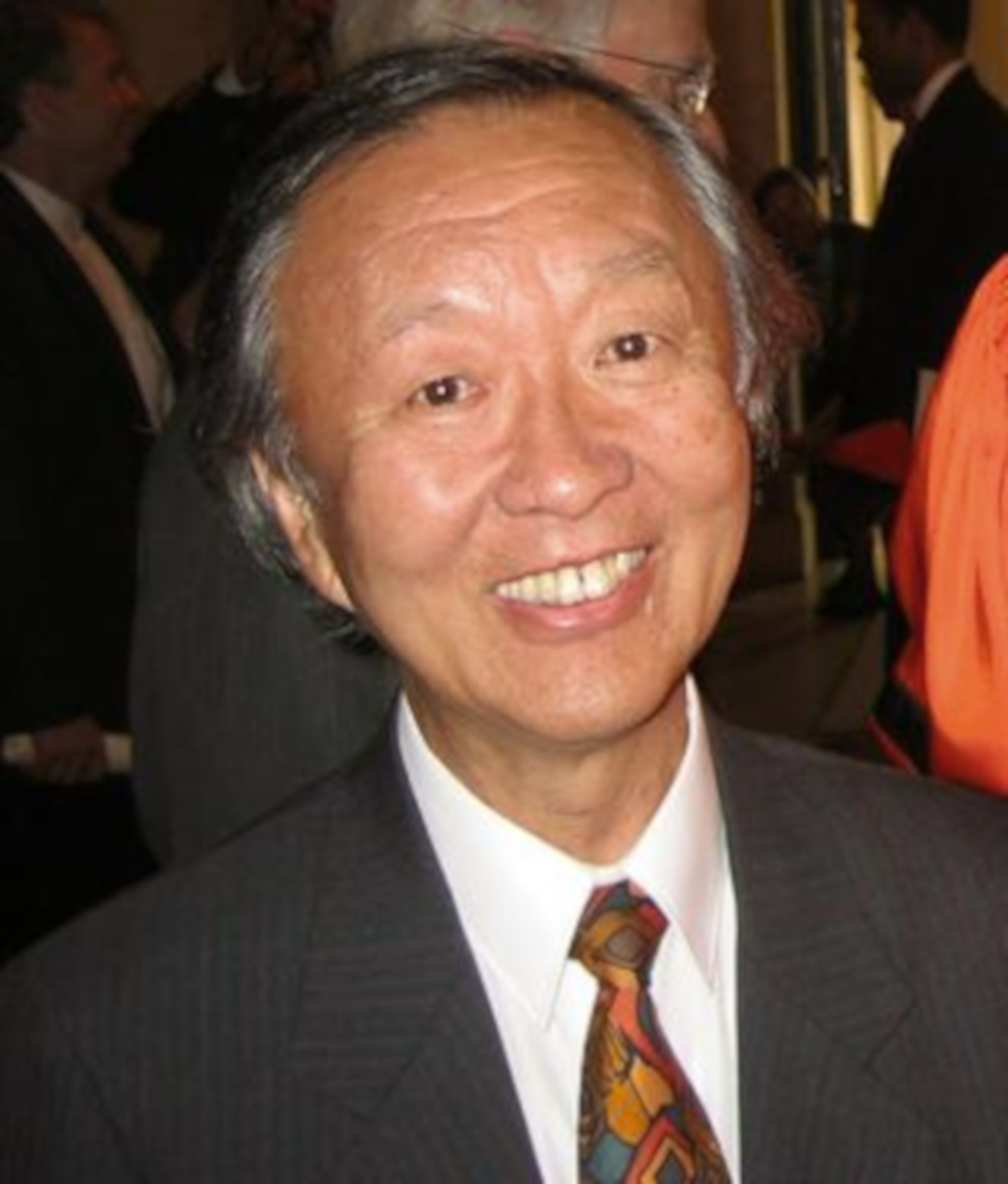
Charles Kuen Kao (* 1933)

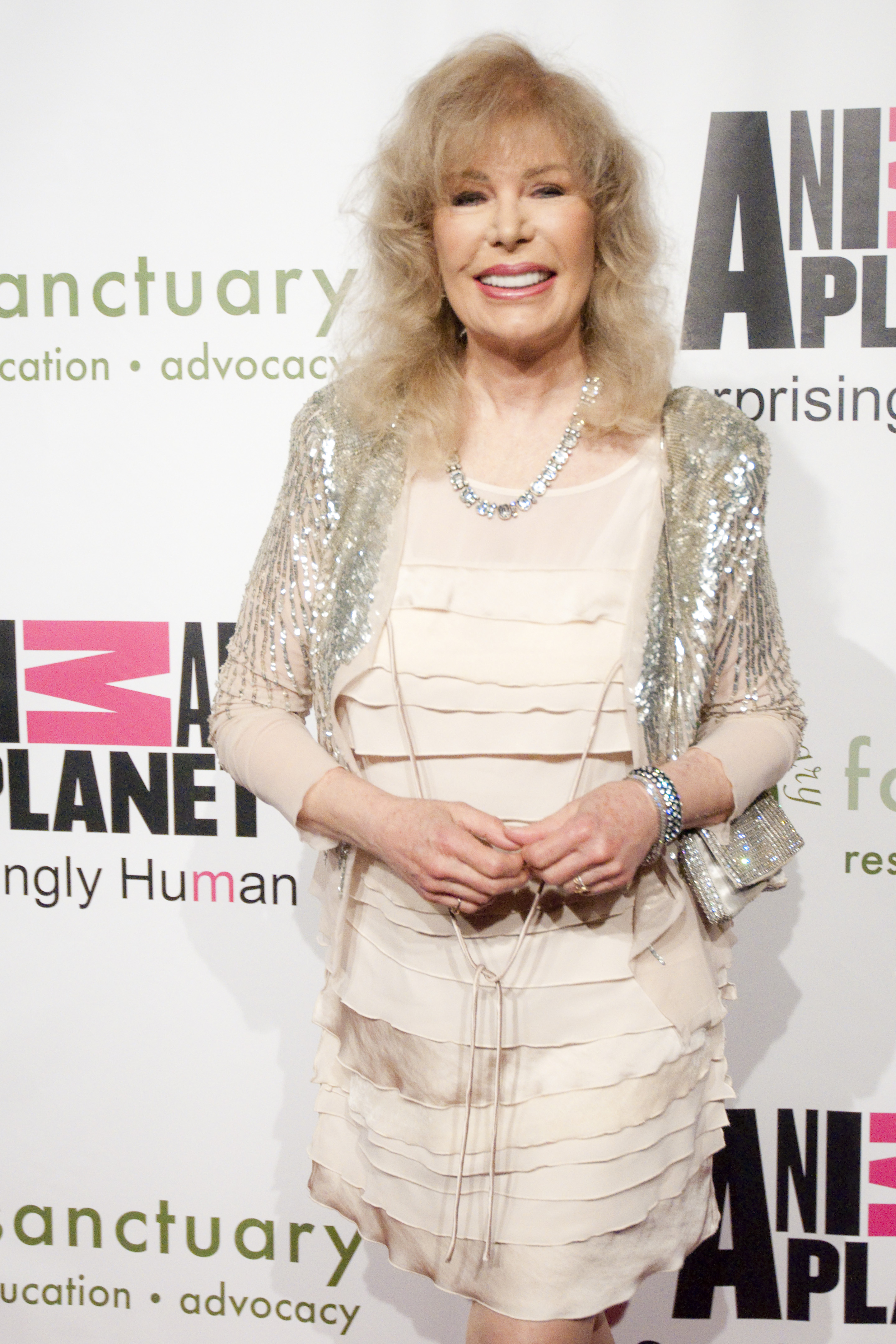
Loretta Swit (* 1937)

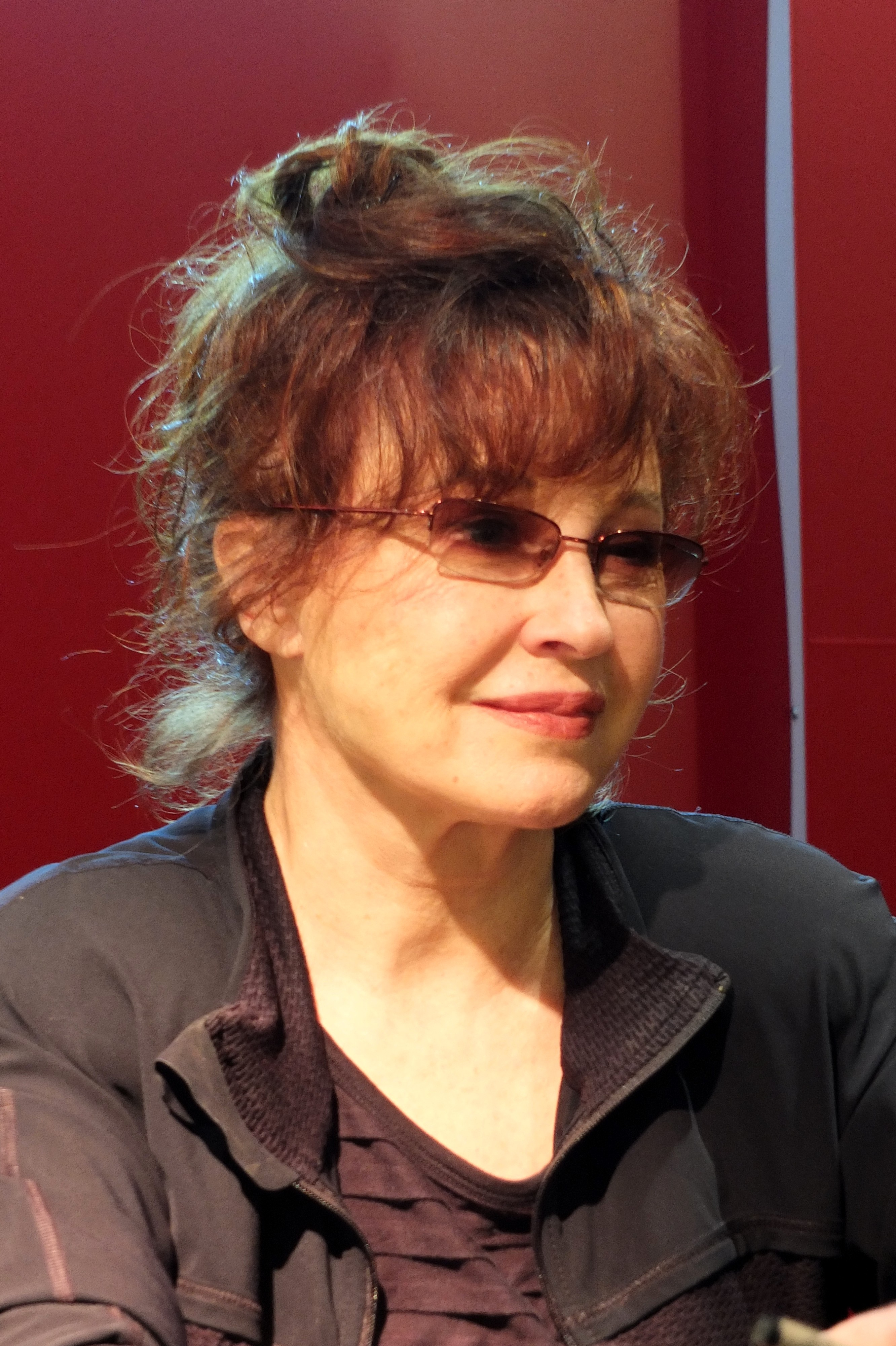
Marlène Jobert (* 1940)

- 1928: Larry Bunker, US-amerikanischer Jazzschlagzeuger
- 1929: Günter Felke, deutscher Unternehmer
- 1929: Kurt Boese, kanadischer Ringer
- 1929: Rudolf Miele, deutscher Unternehmer
- 1930: Lore Krainer, österreichische Kabarettistin (Der Guglhupf)
- 1930: Doris Roberts, US-amerikanische Schauspielerin
- 1930: Wilhelm Willms, deutscher Schriftsteller
- 1931: Bernard Francis Law, emeritierter Erzbischof von Boston und Kardinal
- 1931: Cliff Sander, australischer Fußballspieler
- 1932: Thomas Klestil, österreichischer Bundespräsident
- 1932: Albert Reynolds, irischer Regierungschef
- 1933: Sieghard Brandstäter, deutscher Ingenieur und Hochschullehrer
- 1933: Charles Kuen Kao, US-amerikanisch-britischer Physiker chinesischer Herkunft, Nobelpreisträger
- 1933: Volker Kühn, deutscher Kabarett-Historiker
- 1935: Christian Vinge, schwedischer Regattasegler
- 1936: Egon Evertz, deutscher Unternehmer, Autorennfahrer, Musiker und Schachspieler
- 1937: Werner Aderhold, deutscher Musikwissenschaftler
- 1937: Lorenzo Alocén, spanischer Basketballspieler
- 1937: Beat Curti, Schweizer Unternehmer
- 1937: Loretta Swit, US-amerikanische Schauspielerin
- 1939: Yağmur Atsız, türkischer Journalist, Kolumnist, Essayist und Dichter
- 1939: Günter Bernard, deutscher Fußballspieler
- 1939: Achille Bonito Oliva, italienischer Kunsthistoriker
- 1940: Marlène Jobert, französische Schauspielerin
- 1941: Raúl Emilio Bernao, argentinischer Fußballspieler
- 1941: Werner Dittmann, deutscher Sonderpädagoge, Psychologe und Hochschullehrer
- 1941: Klaus Kirschner, deutscher Politiker, MdB
- 1943: Boo Boo Davis, US-amerikanischer Bluesmusiker
- 1943: Angelika Neuwirth, deutsche Arabistin und Islamwissenschaftlerin
- 1944: Willem Breuker, niederländischer Jazz-Saxophonist und Bandleader
- 1944: Wolfgang von Geldern, deutscher Politiker
- 1944: Irene Tsu, chinesischstämmige US-amerikanische Filmschauspielerin
- 1945: Luis Díaz, kolumbianischer Radsportler
- 1945: Carlos López Hernández, spanischer Geistlicher
- 1946: Csaba Ali, ungarischer Schwimmer
- 1946: Laura Bush, 43. First Lady der USA
- 1946: David Garibaldi, US-amerikanischer Schlagzeuger
- 1946: Robert Mapplethorpe, US-amerikanischer Fotograf
- 1946: Penny McLean, österreichische Sängerin und Autorin
- 1946: Luciana Serra, italienische Opernsängerin
- 1947: Ike Thomas, US-amerikanischer American-Football-Spieler
- 1947: Bettina Wegner, deutsche Liedermacherin
- 1948: Mir Tamim Ansary, afghanisch-US-amerikanischer Schriftsteller und Historiker
- 1948: Ursula Haller, Schweizer Politikerin
- 1948: Danila Montanari, italienische Schriftstellerin
- 1948: Birgit Steinegger, Schweizer Schauspielerin, Parodistin und Unterhaltungskünstlerin
- 1948: Amadou Toumani Touré, malischer Staatspräsident
- 1948: Gerd Werthmüller, deutscher Fußballspieler
- 1950: Charles Frazier, US-amerikanischer Schriftsteller

#### 1951–1975

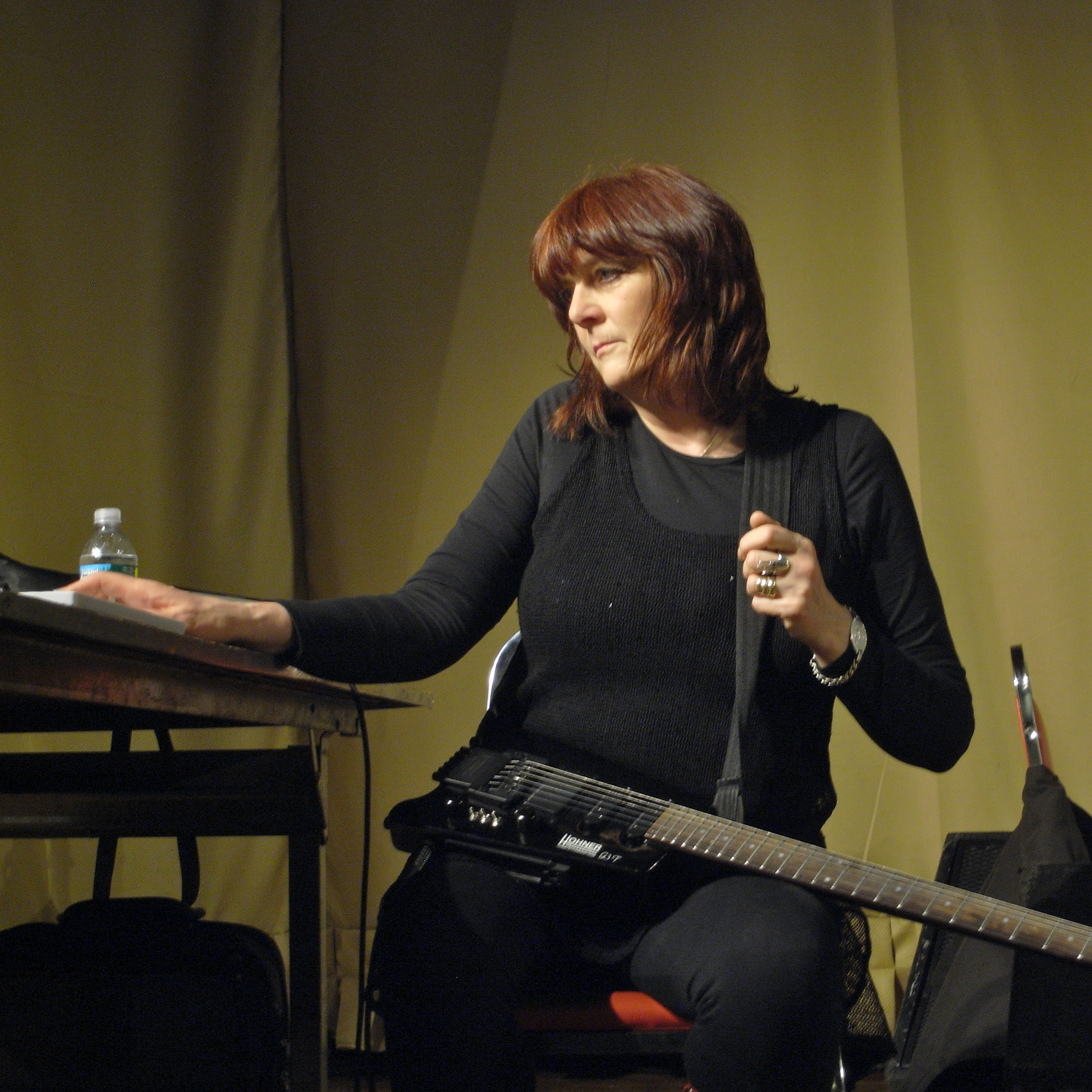
Cosey Fanni Tutti (* 1951)

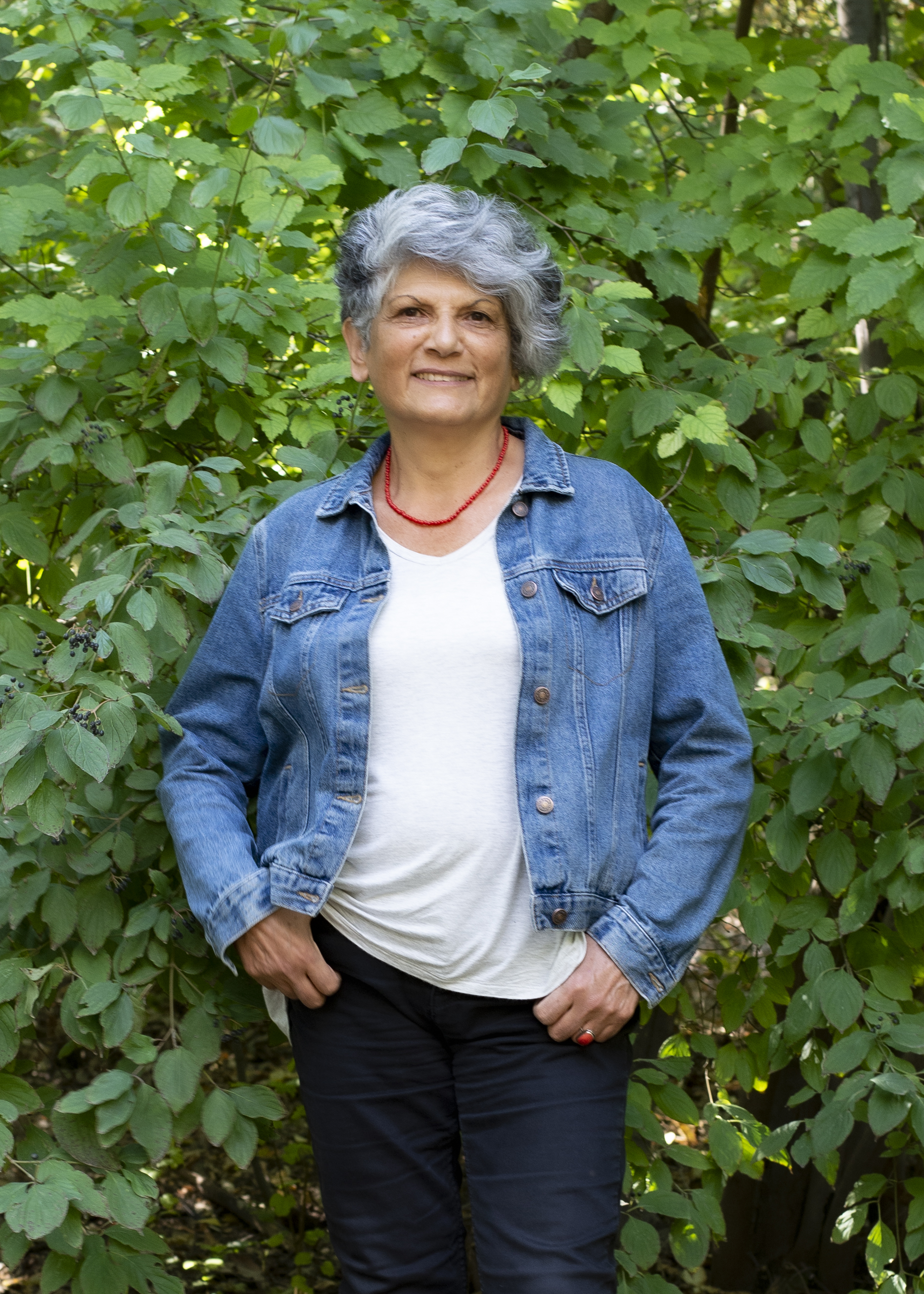
Nvart Andreassian (* 1952)

- 1951: Cosey Fanni Tutti, britische Künstlerin
- 1951: David Arner, US-amerikanischer Jazzpianist, Komponist und Hochschullehrer
- 1951: Reina Roffé, argentinische Schriftstellerin und Journalistin
- 1951: Ursula Wolf, deutsche Philosophin
- 1952: Nvart Andreassian, armenisch-französische Dirigentin
- 1952: Robin Lautenbach, deutscher Journalist
- 1953: Tina Theune-Meyer, deutsche Fußballtrainerin
- 1954: Alexander Aksinin, russischer Leichtathlet, Olympiasieger
- 1954: Klaus Ignatzek, deutscher Jazzmusiker
- 1954: Hervé Regout, belgischer Autorennfahrer
- 1955: Matti Vanhanen, finnischer Politiker; Ministerpräsident Finnlands von 2003 bis 2010
- 1955: Andreas Willscher, deutscher Kirchenmusiker und Komponist
- 1956: James Honeyman-Scott, britischer Musiker
- 1956: Jørgen Lorentzen, norwegischer Literaturwissenschaftler
- 1956: Jordan Rudess, US-amerikanischer Keyboarder
- 1956: Andreas Schmidt, deutscher Politiker
- 1957: Anthony John Abbott, australischer Politiker
- 1957: Madeline de Jesús, puerto-ricanische Leichtathletin
- 1957: Margaret de Jesús, puerto-ricanische Leichtathletin
- 1957: Hansjörg Schertenleib, Schweizer Schriftsteller und Übersetzer
- 1958: Joachim Körber, deutscher Schriftsteller, Herausgeber, Verleger und Übersetzer
- 1958: Thomas Roberts, US-amerikanischer Gitarrist und Songwriter
- 1959: Andreas Kieling, deutscher Dokumentarfilmer, Filmproduzent und Autor
- 1959: Ken Kirzinger, kanadischer Stuntman und Schauspieler
- 1960: Beatrice Bilgeri, österreichische Schauspielerin
- 1960: Adrián Iaies, argentinischer Jazz- und Tangopianist und Komponist
- 1960: Frl. Menke, deutsche Sängerin
- 1961: Olaug Bollestad, norwegische Politikerin
- 1961: Ralph Macchio, US-amerikanischer Schauspieler
- 1962: Ixi, deutsche Sängerin
- 1963: Hennadij Awdjejenko, sowjetischer Hochspringer, Olympiasieger
- 1963: Horacio Elizondo, argentinischer Fußballschiedsrichter
- 1963: Lena Zavaroni, britische Sängerin
- 1964: Örnólfur Valdimarsson, isländischer Skirennläufer
- 1965: Kiersten Warren, US-amerikanische Schauspielerin
- 1965: Jeffrey Ching, britischer Komponist chinesischer Herkunft
- 1965: Tomoaki Ishizuka, japanischer Gitarrist
- 1965: Wayne Static, US-amerikanischer Sänger
- 1966: Rudolf Sternkopf, deutscher Eishockeyspieler
- 1967: Kate Cary, britische Schriftstellerin, Mitglied des Autorenteams Erin Hunter
- 1967: David MacEachern, kanadischer Bobsportler
- 1967: Mino Raiola, italienischer Fußballspieler-Vermittler
- 1967: Ruth Slenczka, deutsche Kunsthistorikerin und Museumsleiterin
- 1968: Matthew Tobin Anderson, US-amerikanischer Autor
- 1968: Krista Bridges, kanadische Schauspielerin
- 1968: Hanne Wolharn, deutsche Schauspielerin
- 1969: Jan Apell, schwedischer Tennisspieler
- 1969: Sean Combs, US-amerikanischer Rap-Musiker (Puff Daddy, P. Diddy)
- 1969: Thomas Luther, deutscher Großmeister im Schach

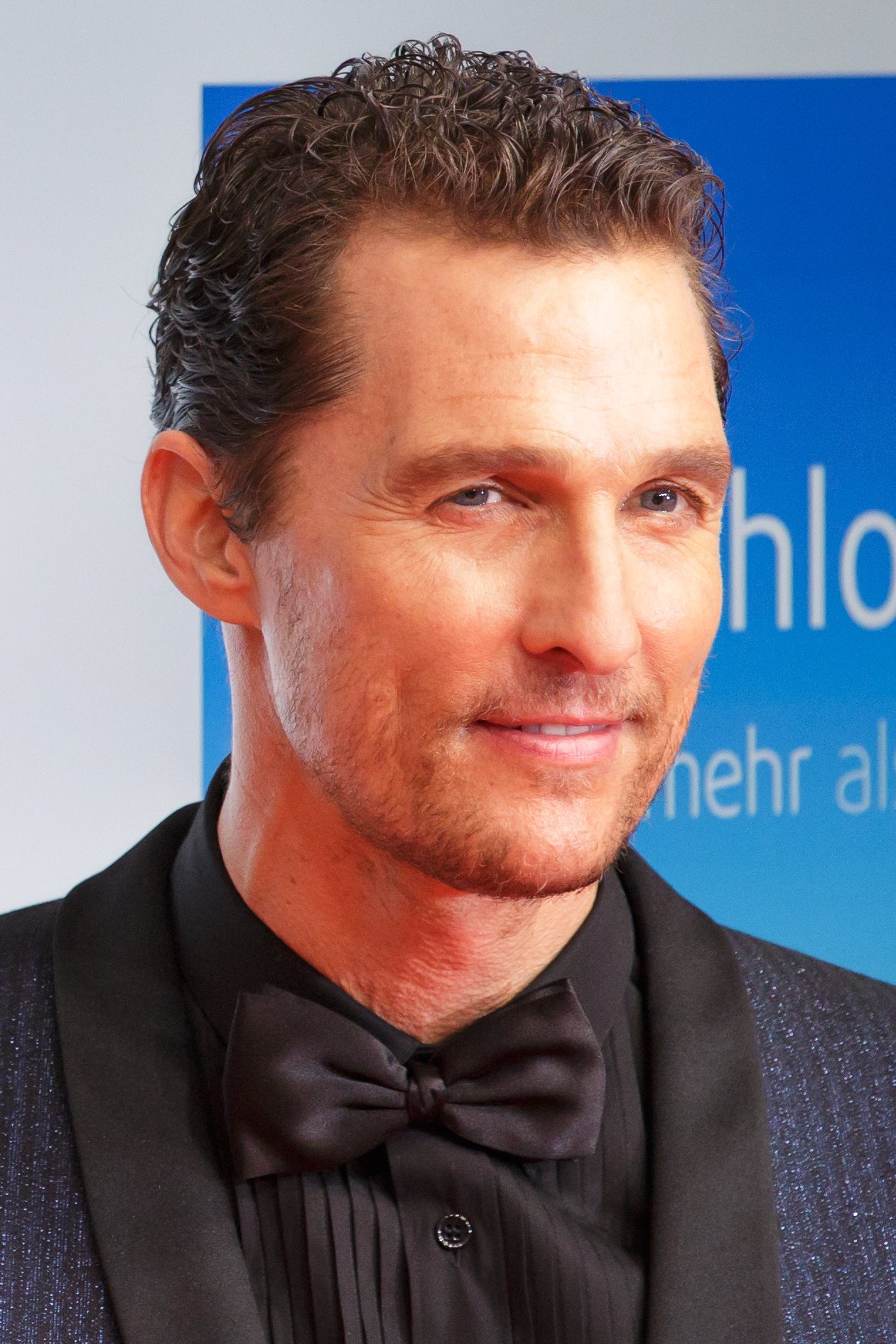
Matthew McConaughey (* 1969)

- 1969: Matthew McConaughey, US-amerikanischer Schauspieler
- 1969ː Gesa Weyhenmeyer, deutsch-schwedische Erdsystemwissenschaftlerin
- 1970: Lauri Aus, estnischer Radrennfahrer
- 1970: Tony Sly, US-amerikanischer Musiker
- 1971: Marco Büchel, liechtensteinischer Skirennfahrer
- 1971: Robyn Moore, australische Schauspielerin
- 1972: Luís Figo, portugiesischer Fußballspieler
- 1972: Roberto Martinez, deutsch-spanischer Schauspieler und Comedian
- 1972: Myles Pollard, australischer Schauspieler
- 1972: Takeshi Tsuchiya, japanischer Autorennfahrer
- 1974: Louise Redknapp, englische Sängerin
- 1974: Markus Kullig, deutscher Fußballspieler
- 1975: José Ignacio Castillo, argentinischer Fußballspieler
- 1975: Goran D. Kleut, australischer Schauspieler
- 1975: Orlando Pace, US-amerikanischer American-Football-Spieler
- 1975: Heather Tom, US-amerikanische Schauspielerin
- 1975: Riku Rajamaa, finnischer Gitarrist (Sunrise Avenue)
- 1975: Araba Walton, deutsche Schauspielerin und Sängerin

#### 1976–2000
- 1976: Daniel Bahr, deutscher Politiker
- 1976: Bruno Junqueira, brasilianischer Rennfahrer
- 1976: Alexander Popp, deutscher Tennisspieler
- 1976: Makoto Tamada, japanischer Motorradrennfahrer
- 1977: Ivo Adam, Schweizer Kochweltmeister und Buchautor
- 1977: Nadine Grau, deutsche Juristin
- 1978: Konstantin Airich, deutsch-kasachischer Boxer
- 1979: Audrey Hollander, US-amerikanische Pornodarstellerin
- 1980: Alexander Archipenko, russischer Skeletonfahrer
- 1980: Jerry Collins, neuseeländischer Rugby-Union-Spieler
- 1980: Carsten Lichtlein, deutscher Handballtorhüter
- 1980: Dominique Ndjeng, deutscher Fußballspieler
- 1981: Ryad Assani-Razaki, kanadischer Schriftsteller
- 1981: Nicole Dieker, US-amerikanische Komponistin
- 1981: Christina Krogshede, dänische Handballspielerin
- 1981: Guy Martin, britischer Motorradrennfahrer
- 1982: Travis Van Winkle, US-amerikanischer Schauspieler
- 1984: Ayila Yussuf, nigerianischer Fußballspieler
- 1985: Annika Olbrich, deutsche Schauspielerin
- 1985: Vanessa Struhler, deutsche Sängerin
- 1985: Marcell Jansen, deutscher Fußballspieler
- 1986: Lorris Andre Blazejewski, deutscher Schauspieler, Sänger, Rapper und Filmproduzent
- 1986: Suhas Gopinath, indischer Jungunternehmer
- 1986: Alexz Johnson, kanadische Schauspielerin und Sängerin
- 1986: Aboubakar Oumarou, kamerunischer Fußballspieler
- 1986: Frank Rinck, deutscher Politiker
- 1986: Saër Sène, französischer Fußballspieler
- 1986: Doreen Steinert, deutsche Sängerin
- 1986: Florian Temengil, palauischer Ringer
- 1986: Adrian Zaugg, südafrikanischer Rennfahrer
- 1988: Robert Cregan, irischer Autorennfahrer
- 1988: Teresa Schergaut, deutsche Schauspielerin
- 1989: Saeid Mourad Abdvali, iranischer Ringer
- 1989: Ju Hui, südkoreanische Handballspielerin
- 1990: Jean-Luc Bilodeau, kanadischer Kinderdarsteller und Schauspieler
- 1990: Matthias Büttner, deutscher Politiker
- 1990: Anders Fjordbach, dänischer Autorennfahrer
- 1991: Alon Day, israelischer Rennfahrer
- 1992: Jasha Sütterlin, deutscher Radrennfahrer
- 1992: Carlos Verona, spanischer Radrennfahrer
- 1992: Julian Wießmeier, deutscher Fußballspieler
- 1993: Elisabeth Seitz, deutsche Turnerin
- 1994: Sebastián Molano, kolumbianischer Radrennfahrer
- 1996: Mercedes Müller, deutsche Schauspielerin und ehemalige Kickboxerin
- 1998: Darcy Rose Byrnes, US-amerikanische Schauspielerin
- 1998: Achraf Hakimi, marokkanisch-spanischer Fußballspieler

### 21. Jahrhundert
- 2004: Luis Immanuel Rost, deutscher Schauspieler
- 2006: Darja Varfolomeev, deutsche rhythmische Sportgymnastin

## Gestorben

### Vor dem 16. Jahrhundert
- 0604: Yohl Ik’nal, Herrscherin der Maya-Stadt Palenque
- 0999: Gregor, Abt von Burtscheid
- 1004: Otto I., Herzog von Kärnten
- 1025: Mathilde, Pfalzgräfin von Lothringen
- 1035: Jaromír, Fürst von Böhmen
- 1039: Egilbert von Moosburg, Bischof von Freising
- 1069: Rumold, Bischof von Konstanz
- 1105: Reginhard von Siegburg, Abt der Abtei Michaelsberg
- 1157: Mathilde von Savoyen, Königin von Portugal
- 1181: Dietleb, Bischof von Olmütz
- 1188: Theobald von Ostia, Benediktiner und Kardinal
- 1203: Dietrich VII., Graf von Holland
- 1212: Felix von Valois, Gründer des Trinitarier-Ordens und Heiliger der römisch-katholischen Kirche
- 1252: Johannes von Wildeshausen, Ordensmeister der Dominikaner
- 1318: Raschīd ad-Dīn, persischer Wesir und Schriftsteller
- 1329: Eduard, Graf von Savoyen
- 1360: Elizabeth de Clare, englische Adelige
- 1369: Robert Ufford, 1. Earl of Suffolk, englischer Adliger
- 1428: Sophie von Bayern, Königin von Böhmen
- 1439: Raban von Helmstatt, Bischof von Speyer, Erzbischof von Trier, Kurfürst
- 1475: Bartolomeo Colleoni, italienischer Condottiere
- 1485: Françoise d’Amboise, Herzogin von Bretagne
- 1485: Giovanni Mocenigo, 72. Doge von Venedig

### 16. bis 18. Jahrhundert
- 1511: Francisco de Borja, Kardinal der katholischen Kirche
- 1541: Wolfgang Capito, Reformator von Straßburg
- 1555: Agnes, Kurfürstin von Sachsen
- 1562: Hieronymus Besold, deutscher lutherischer Theologe
- 1567: Gerolamo Priuli, 83. Doge von Venedig
- 1579: Wenzel III. Adam, Herzog von Teschen
- 1600: Calixtus Schein, Syndicus der Hansestadt Lübeck
- 1616: Hedwig von Ostfriesland, Herzogin von Braunschweig-Harburg
- 1646: Ludwig Günther I., Graf von Schwarzburg-Rudolstadt
- 1669: Ferdinand Maximilian von Baden-Baden, potentieller Markgraf von Baden
- 1672: Lucas van Uden, flämischer Maler und Radierer
- 1674: Kanō Tan'yū, japanischer Maler
- 1685: Albrecht Sigismund von Bayern, Fürstbischof von Freising
- 1690: Johann Wilhelm, Herzog von Sachsen-Jena
- 1702: Jacob Wächtler, deutscher lutherischer Theologe
- 1704: Andreas Acoluthus, deutscher Orientalist und Sprachforscher
- 1708: Henriette Catharina von Oranien-Nassau, Fürstin von Anhalt-Dessau
- 1708: Johann Heinrich Keller, Schweizer Tischler und Verfasser eines Vorlagenwerks
- 1712: Giovanni Simonetti, Schweizer Baumeister und Stuckateur
- 1716: Leopold Johann von Österreich, Erzherzog von Österreich, letztgeborener männlicher Nachkomme aus dem Haus Habsburg
- 1716: Giovanni Simonetti, Graubündner Baumeister und Stuckateur in Brandenburg
- 1725: Johann Georg, Graf von Ortenburg
- 1731: Christoph Tausch, österreichischer Architekt und Maler
- 1735: Nikolaus Carstens, deutscher Kaufmann und Ratsherr der Hansestadt Lübeck
- 1736: Carl Gustaf Armfelt, schwedischer General
- 1738: Johann Jacob Syrbius, deutscher Philosoph und lutherischer Theologe
- 1739: Joscio Hamberger, Benediktiner und Abt der Abtei Niederaltaich
- 1740: Peter Friedrich Arpe, deutscher Jurist
- 1753: Johann Nikolaus Bach, deutscher Komponist
- 1758: Johann Christian Stock, deutscher Mediziner
- 1764: Charles Churchill, englischer Dichter
- 1778: Johann Friedrich Frisch, deutscher evangelischer Theologe
- 1781: Faustina Bordoni, italienische Sängerin
- 1781: Johann Nikolaus Götz, deutscher Lyriker
- 1787: Johan Daniel Berlin, dänisch-norwegischer Komponist und Organist
- 1789: Karl Heinrich Geisler, deutscher Rechtswissenschaftler
- 1791: Johann Friedrich Scheuchler, deutscher Beamter
- 1793: Adam Lux, deutscher Revolutionär
- 1793: Louis de Salgues de Lescure, Anführer der Aufständischen während des Vendée-Aufstands
- 1794: Levin Gideon Friedrich von Apenburg, preußischer Kavallerieoffizier

### 19. Jahrhundert
- 1832: Charles Abbott, 1. Baron Tenterden, britischer Jurist
- 1840ː Anna Maria Schultheiss, Stammmutter des römischen Adelsgeschlechtes Torlonia, Salonnière
- 1844: Giuseppe Angelelli, italienischer Maler
- 1847: Felix Mendelssohn Bartholdy, deutscher Komponist
- 1847: Thiệu Trị, dritter Kaiser der vietnamesischen Nguyễn-Dynastie
- 1849: George Anson, britischer Politiker
- 1850: Gustav Schwab, deutscher Schriftsteller
- 1863: Robert Hay, schottischer Reisender, Antiquitätenhändler und Ägyptologe
- 1873: Ivan Padovec, kroatischer Gitarrist und Komponist
- 1874: Joseph Burkart, deutscher Bergrat und Forschungsreisender
- 1886: Alexander von Münchhausen, Hannoverscher Staatsmann
- 1887ː Marie Léonie Manière, französische Lehrerin und republikanische Aktivistin
- 1890: Helene Demuth, Haushälterin von Jenny und Karl Marx
- 1891: Francisco Gomes de Amorim, portugiesischer Schriftsteller
- 1898: Charles Jerome Hopkins, US-amerikanischer Komponist

### 20. Jahrhundert

#### 1901–1975

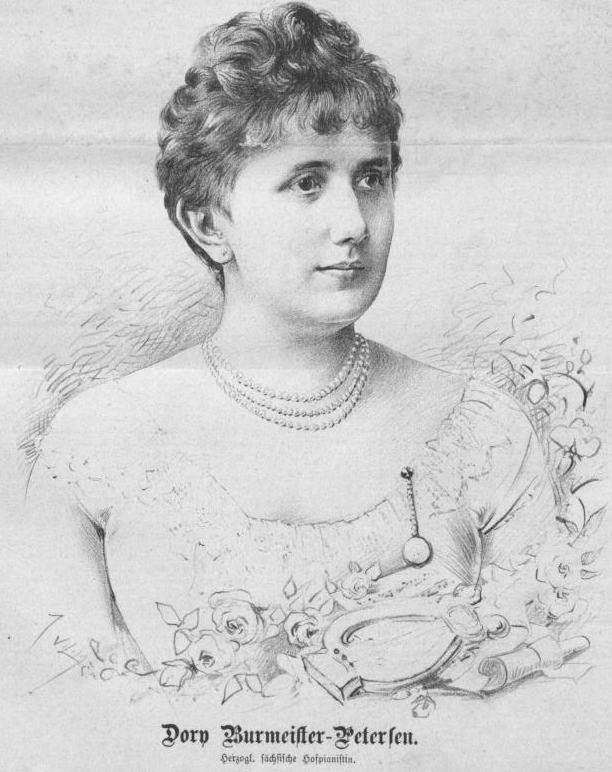
Dory Petersen († 1902)

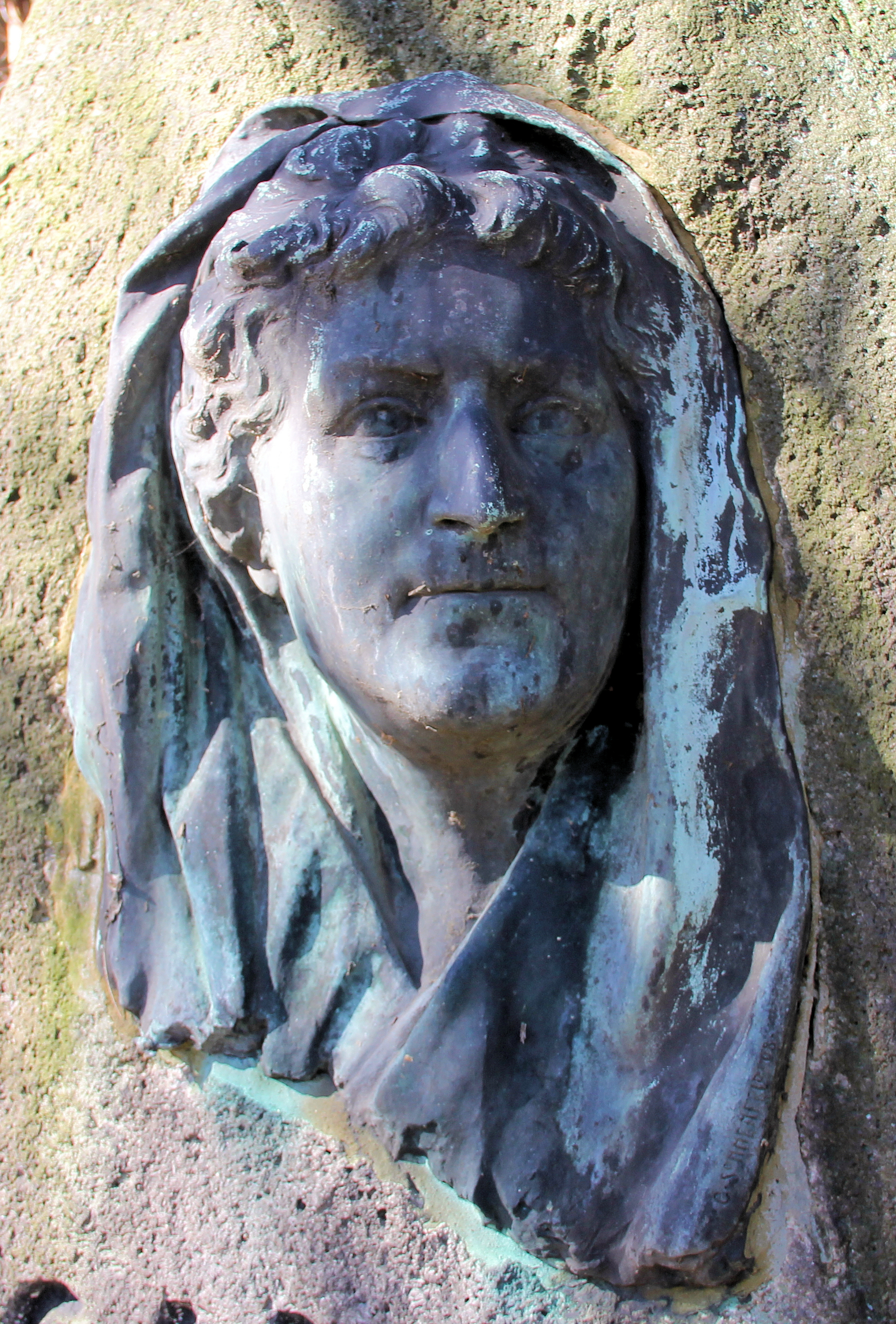
Clara Müller-Jahnke († 1905)

- 1902ː Dory Petersen, deutsche Pianistin und Musikpädagogin
- 1904: Gaston Serpette, französischer Komponist
- 1905ː Clara Müller-Jahnke, deutsche sozialistische Dichterin, Journalistin und Frauenrechtlerin
- 1906: Ernst Förstemann, deutscher Archivar, Bibliothekar und Historiker
- 1907: Oskar Nast, deutscher Stadtschultheiß, einziger Oberbürgermeister von Cannstatt
- 1908: Tomás Estrada Palma, erster Präsident von Kuba
- 1909: Paul Fraiße, deutscher Zoologe und Hochschullehrer
- 1910: Karl Arnau, österreichischer Schauspieler
- 1912: Paul von Windheim, preußischer Generalleutnant
- 1914: Paul Prüssing, deutscher Chemiker
- 1914: Tom von Prince, deutscher Kolonialoffizier
- 1915: Erich Köhler, deutscher Marineoffizier
- 1915: Adolf Schipper, deutscher Offizier und Kolonialbeamter
- 1916: David Gempeler, Schweizer Lehrer, Schriftsteller und Heimatforscher
- 1918: František Balej, tschechischer Jurist, Übersetzer und humanistischer Philosoph
- 1918: Wilfred Owen, britischer Lyriker
- 1919: Sofja Andrejewna Tolstaja, russische Schriftstellerin
- 1921: Oscar Montelius, schwedischer Archivar und Archäologe
- 1923: Ernst Ziller, deutsch-griechischer klassizistischer Architekt, Bauforscher und Archäologe
- 1924: Gabriel Fauré, französischer Komponist und Organist Gabriel Fauré († 1924)

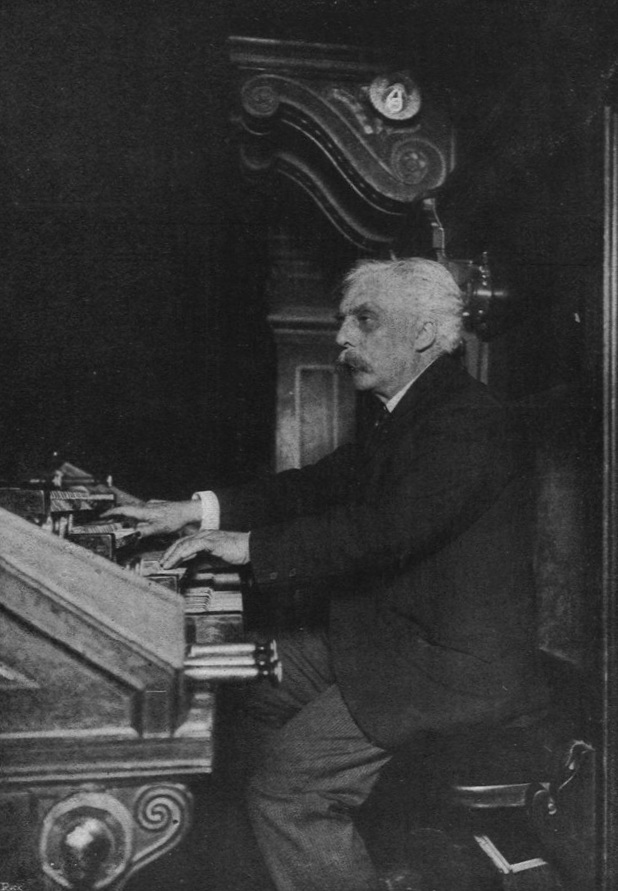
Gabriel Fauré († 1924)

- 1926: Albin Egger-Lienz, österreichischer Maler
- 1926: William Wallace Gilchrist, US-amerikanischer Maler
- 1926: André Wormser, französischer Komponist
- 1927: Ole Olsen, norwegischer Komponist und Militärmusiker
- 1929: Karl von den Steinen, deutscher Mediziner, Ethnologe und Schriftsteller
- 1930: Yoshifuru Akiyama, japanischer General
- 1932: Belle Bennett, US-amerikanische Schauspielerin
- 1932: Klara Schleker, deutsche Frauenrechtlerin
- 1935: Miklós Radnai, ungarischer Komponist
- 1936: Etkar Josef André, deutscher Politiker
- 1939: Emil Wilhelm Artmann, österreichischer Bauingenieur, Architekt und Hochschullehrer
- 1939: Charles Tournemire, französischer Organist und Komponist
- 1940: Felix Mach, deutscher Agrikulturchemiker
- 1941: Amédé Ardoin, US-amerikanischer Musiker
- 1942ː Clementine Krämer, deutsch-jüdische Schriftstellerin, Opfer der Shoa
- 1946: Josef Mesk, österreichischer Altphilologe
- 1948: Helena Zboińska-Ruszkowska, polnische Sängerin und Gesangspädagogin
- 1949: Otto Arthur Siegfried von Auwers, deutscher Physiker
- 1949: Hans Ryffel, Schweizer Beamter
- 1950: Eliseo Grenet, kubanischer Pianist und Komponist
- 1951: Ernesto Ambrosini, italienischer Leichtathlet
- 1952: Joseph Lecacheux, französischer Politiker
- 1954: Hanna Solf, deutsche Widerstandskämpferin gegen den Nationalsozialismus
- 1956: Luis Rodríguez Arroyo, spanischer Schauspieler und Regisseur
- 1956: Freddie Dixon, britischer Motorrad- und Autorennfahrer
- 1957: Shoghi Effendi, Oberhaupt der Bahai-Gemeinde
- 1958: Jan Laß, deutscher Landschaftsmaler und Grafiker
- 1959: Emile Mary, französischer Autorennfahrer
- 1959: Manuel Felipe Rugeles, venezolanischer Lyriker und Essayist
- 1963: Marek Fisz, polnischer Mathematiker
- 1963: Pascual Ortiz Rubio, Politiker und Präsident von Mexiko
- 1965: Krsto Odak, kroatischer Komponist
- 1967: Henri Guibert, französischer Autorennfahrer
- 1969: Frank G. Clement, US-amerikanischer Politiker
- 1969: Ernest Gibson junior, US-amerikanischer Politiker
- 1969: Ferenc Szabó, ungarischer Komponist
- 1970: Lewis Lyne, britischer Offizier
- 1970: Shambhu Maharaj, indischer Tänzer
- 1970: Walther Felix Mueller, Weimarer Oberbürgermeister
- 1973: Karl Heinrich Waggerl, österreichischer Schriftsteller und Lyriker
- 1974: Zeffiro Furiassi, italienischer Fußballspieler und -trainer

#### 1976–2000
- 1976: Toni Ulmen, deutscher Motorrad- und Automobilrennfahrer
- 1976: Grete Popper, deutsch-tschechische Fotografin
- 1977: Greta Keller, österreichische Chansonsängerin
- 1977ː Dorothee Poelchau, deutsche Widerstandskämpferin gegen den Nationalsozialismus, Gerechte unter den Völkern
- 1979: Jeanne Marie Nancy d’Autremont, französische Schachspielerin
- 1980: Elsa Faber von Bockelmann, deutsche Schriftstellerin
- 1980: Elsie MacGill, kanadische Flugzeugkonstrukteurin
- 1982: Alicia Penalba, argentinisch-französische Bildhauerin
- 1982: Germaine Rouault, französische Autorennfahrerin
- 1982: Jacques Tati, französischer Drehbuchautor, Schauspieler und Regisseur

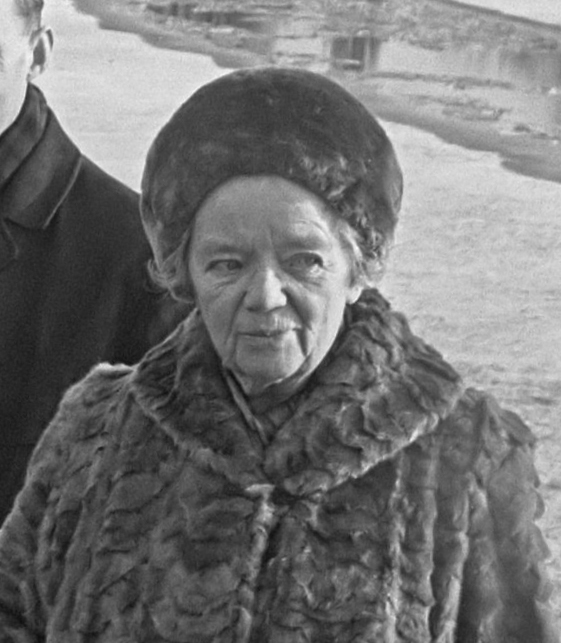
Jakoba Helena Mulder († 1988)

- 1983ː Elena Luzzatto, italienische Architektin
- 1985: Ferdinand Kramer, deutscher Architekt
- 1985: Cus D’Amato, US-amerikanischer Boxtrainer
- 1985: Rudolf Fernau, deutscher Schauspieler
- 1987: Ekkehard Fritsch, deutscher Schauspieler
- 1987: Danielle Gaubert, französische Schauspielerin

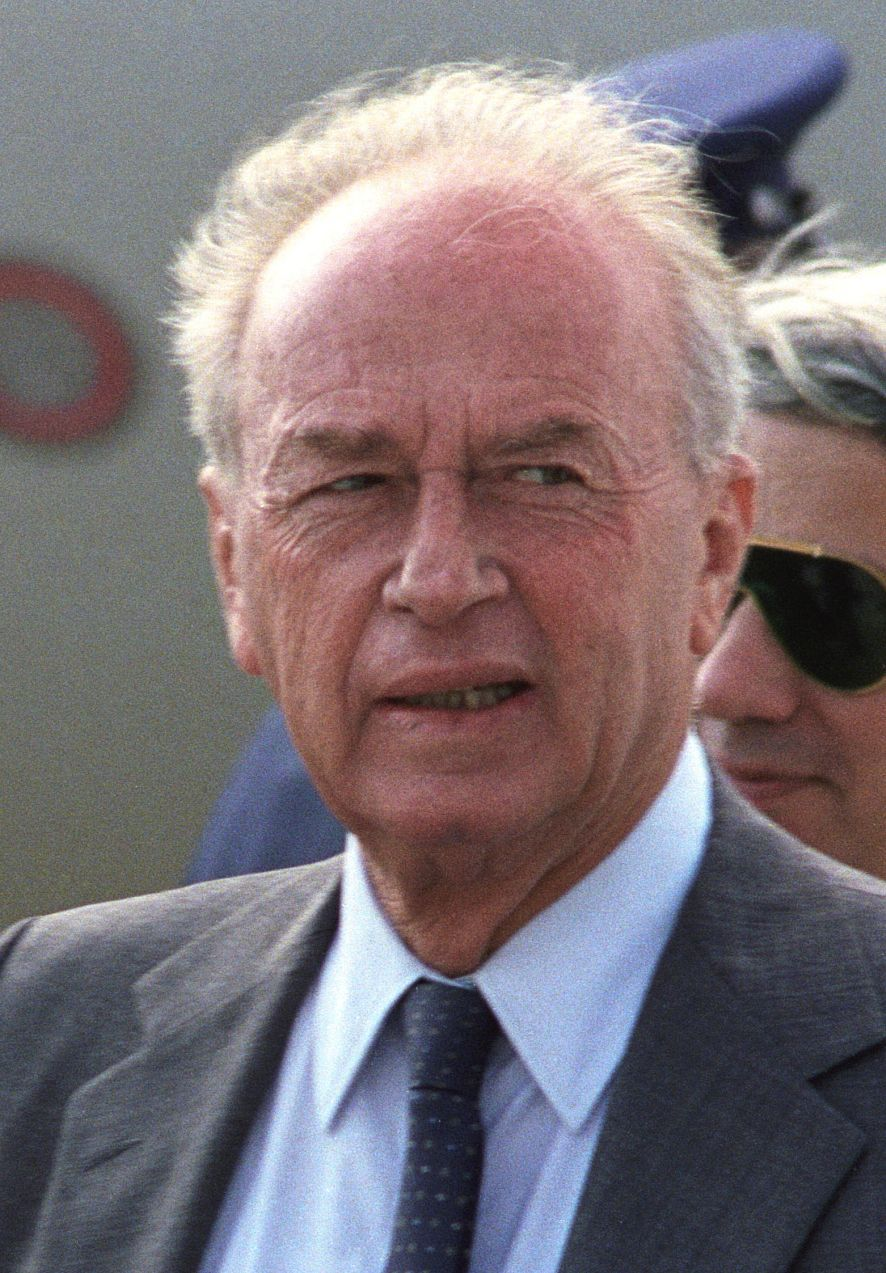
Jitzchak Rabin († 1995)

- 1988: Grigor Eghiazarian, armenischer Komponist
- 1988: Hermann Graf, deutscher Jagdflieger
- 1988: Alfred Jäger, tschechisch-deutscher Mediziner
- 1988ː Jakoba Mulder, niederländische Architektin, Hochschullehrerin und Stadtplanerin
- 1991: Gerald Donald Aurbach, US-amerikanischer Physiologe und Endokrinologe
- 1992: Claude Aveline, französischer Schriftsteller
- 1992: Pierre Wissmer, Schweizerisch-französischer Komponist, Pianist und Musikpädagoge
- 1994: Sam Francis, US-amerikanischer Maler
- 1994: Ermes Muccinelli, italienischer Fußballspieler
- 1995: Jitzchak Rabin, israelischer Generalstabschef, Politiker, Minister und Ministerpräsident, Friedensnobelpreisträger
- 1995: Gilles Deleuze, französischer Philosoph
- 1998: Marion Donovan, US-amerikanischen Architektin und Erfinderin der Einwegwindeln

### 21. Jahrhundert
- 2002: Henning Wilcke, deutscher Generalmajor der Luftwaffe der Bundeswehr
- 2003: Lotte Berk, deutsch-britische Tänzerin, Gymnastik- und Tanzlehrerin
- 2003: Jean-François Bovard, Schweizer Musiker
- 2004: Josef Fleckenstein, deutscher Historiker
- 2004: Beat Tschümperlin, Schweizer Politiker
- 2005: Georg Schubert, deutscher Maler und Grafiker
- 2006: Nelson Slade Bond, US-amerikanischer Schriftsteller
- 2006: Gerhard Goebel, deutscher Bischof von Tromsø
- 2006: Sergi López Segú, spanischer Fußballspieler
- 2008: Chertek Amyrbitowna Antschimaa-Toka, tuwinische Politikerin, weltweit erstes weibliches Staatsoberhaupt einer Republik
- 2008: Michael Crichton, US-amerikanischer Schriftsteller, Drehbuchautor und Regisseur
- 2008: Rosella Hightower, US-amerikanische Balletttänzerin
- 2008: Jacques Rossel, Schweizer evangelischer Geistlicher
- 2009: Hubertus Brandenburg, deutscher Bischof von Stockholm
- 2010: George Lee Anderson, US-amerikanischer Baseballspieler und -manager
- 2010: Marta Hidy, kanadische Geigerin, Dirigentin und Musikpädagogin
- 2011: Ronald William Amess, australischer Eishockeyspieler
- 2011: Uwe Böhnhardt, deutscher Neonazi und Terrorist
- 2011: Uwe Mundlos, deutscher Neonazi und Terrorist
- 2012: Pier Cesare Bori, italienischer Religionswissenschaftler
- 2012: Ted Curson, US-amerikanischer Jazz-Musiker
- 2012: David Resnick israelischer Architekt und Stadtplaner
- 2012: Luís Maria Teixeira Pinto, portugiesischer Ökonom und Politiker
- 2012: Emil Waldmann, deutscher Kunstmaler
- 2013: Hans von Borsody, deutscher Schauspieler
- 2015: René Girard, französischer Kulturanthropologe und Philosoph
- 2015: Melissa Mathison, US-amerikanische Drehbuchautorin
- 2017: Savarinathan Michael Augustine, indischer Geistlicher und Erzbischof
- 2017: Isis Krüger, deutsche Theater-, Film- und Fernsehschauspielerin
- 2018: Kateryna Handsjuk, ukrainische Bürgerrechtsaktivistin
- 2020: Ken Hensley, britischer Musiker (Uriah Heep)
- 2021: Michel Braun-Schlentz, luxemburgischer Sportschütze
- 2021: Tamara Trampe, deutsche Filmemacherin
- 2021: Roger Zatkoff, US-amerikanischer American-Football-Spieler
- 2022: Jan Spitzer, deutscher Synchronsprecher und Schauspieler
- 2023: Karen Davis, US-amerikanische Tierrechtsaktivistin, Dozentin und Autorin
- 2023: Konstantin Alexejewitsch Sweschnikow, russischer Physiker
- 2024: Herbert Dienelt, deutscher Fußballspieler
- 2024ː Kiki Håkansson, schwedische Miss World 1951

## Feier- und Gedenktage
- Kirchliche Gedenktage
  - Claude Brousson, französischer Prediger und Märtyrer (evangelisch)
- Namenstage
  - Karl
- Staatliche Feier- und Gedenktage
  - Russland: Tag der Einheit des Volkes (seit 2005)

Weitere Einträge enthält die Liste von Gedenk- und Aktionstagen.